# Rutas por Alcalá de Henares

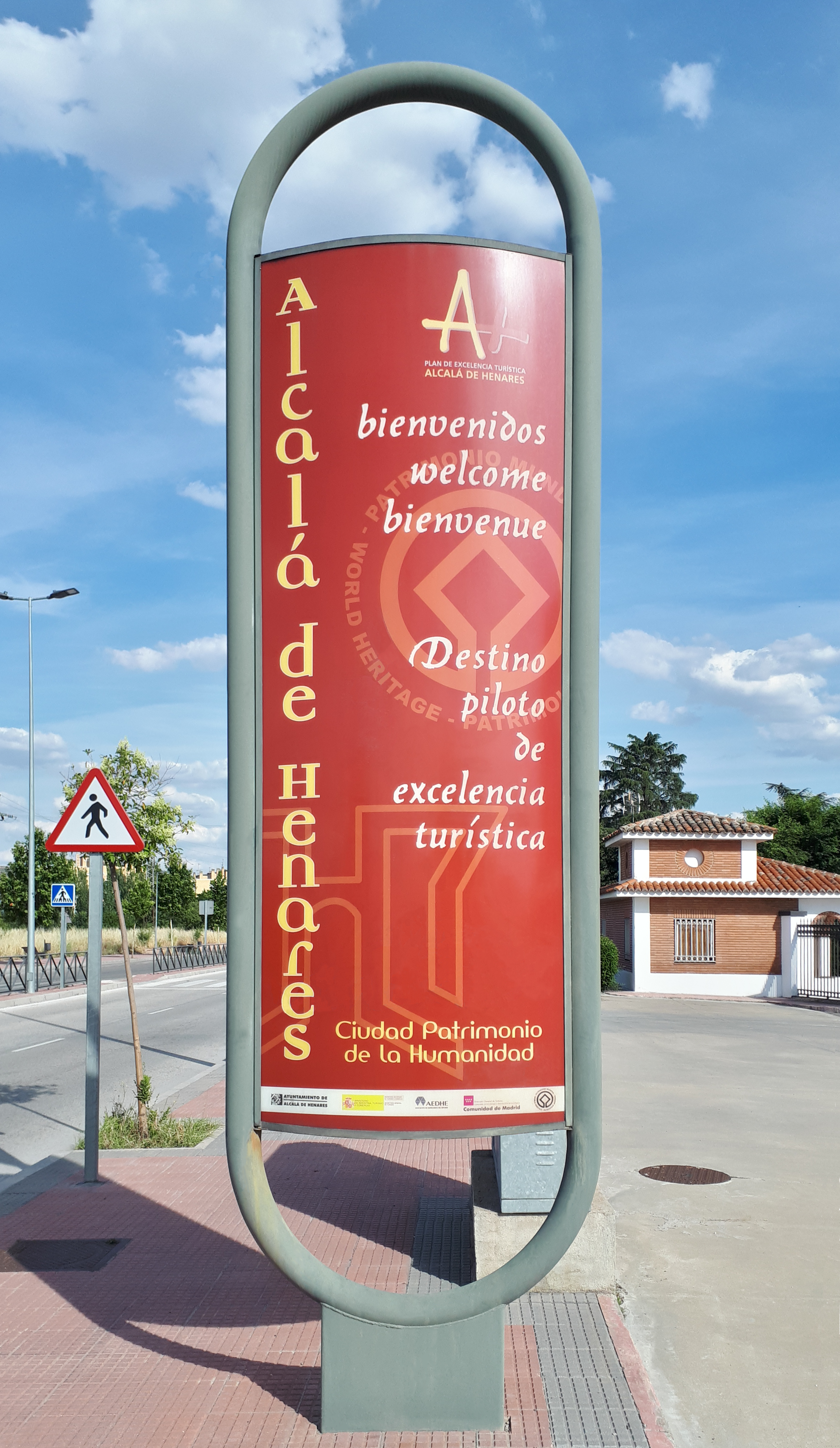
Cartel de bienvenida a Alcalá de Henares.

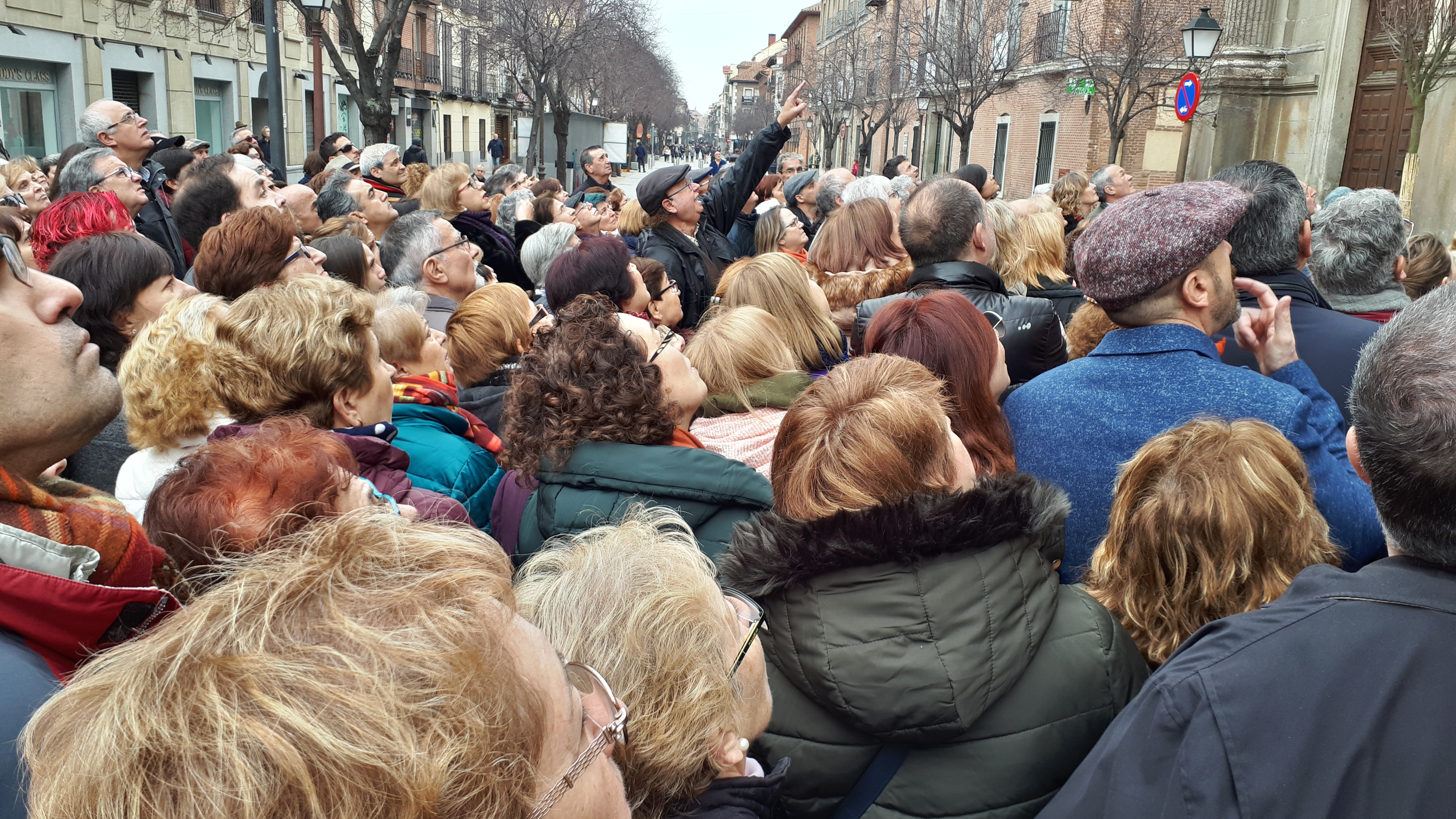
Visita guiada en la calle Libreros de Alcalá de Henares.

Las rutas por Alcalá de Henares permiten visitar y conocer la riqueza cultural y natural de una ciudad Patrimonio de la Humanidad. Hay una gran variedad de itinerarios, con características y objetivos diferentes, aptos para personas de todas las edades y condición física.

## Urbanas
Alcalá de Henares tiene una historia de más de 2000 años, con un rico legado en edificaciones y elementos artísticos (libros, cuadros, esculturas, etc). Como es una ciudad completamente llana, no supone un gran esfuerzo físico recorrerla, ya sea caminando o mediante vehículos de movilidad personal. Hay visitas guiadas, tanto institucionales (Ayuntamiento de Alcalá de Henares y Universidad de Alcalá), como de empresas especializadas.

### Ciudad Patrimonio de la Humanidad

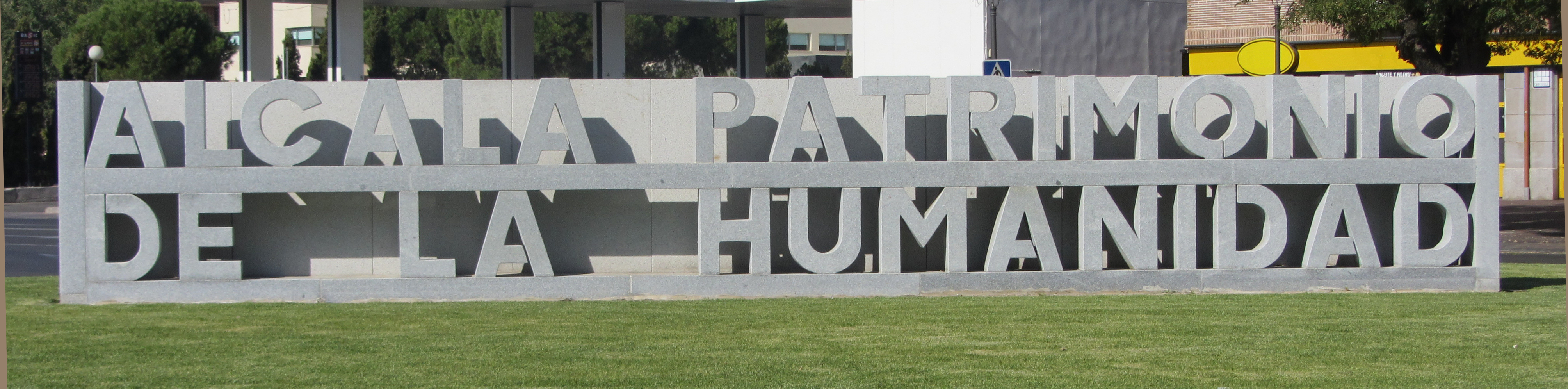
Alcalá de Henares "Ciudad Patrimonio de la Humanidad".

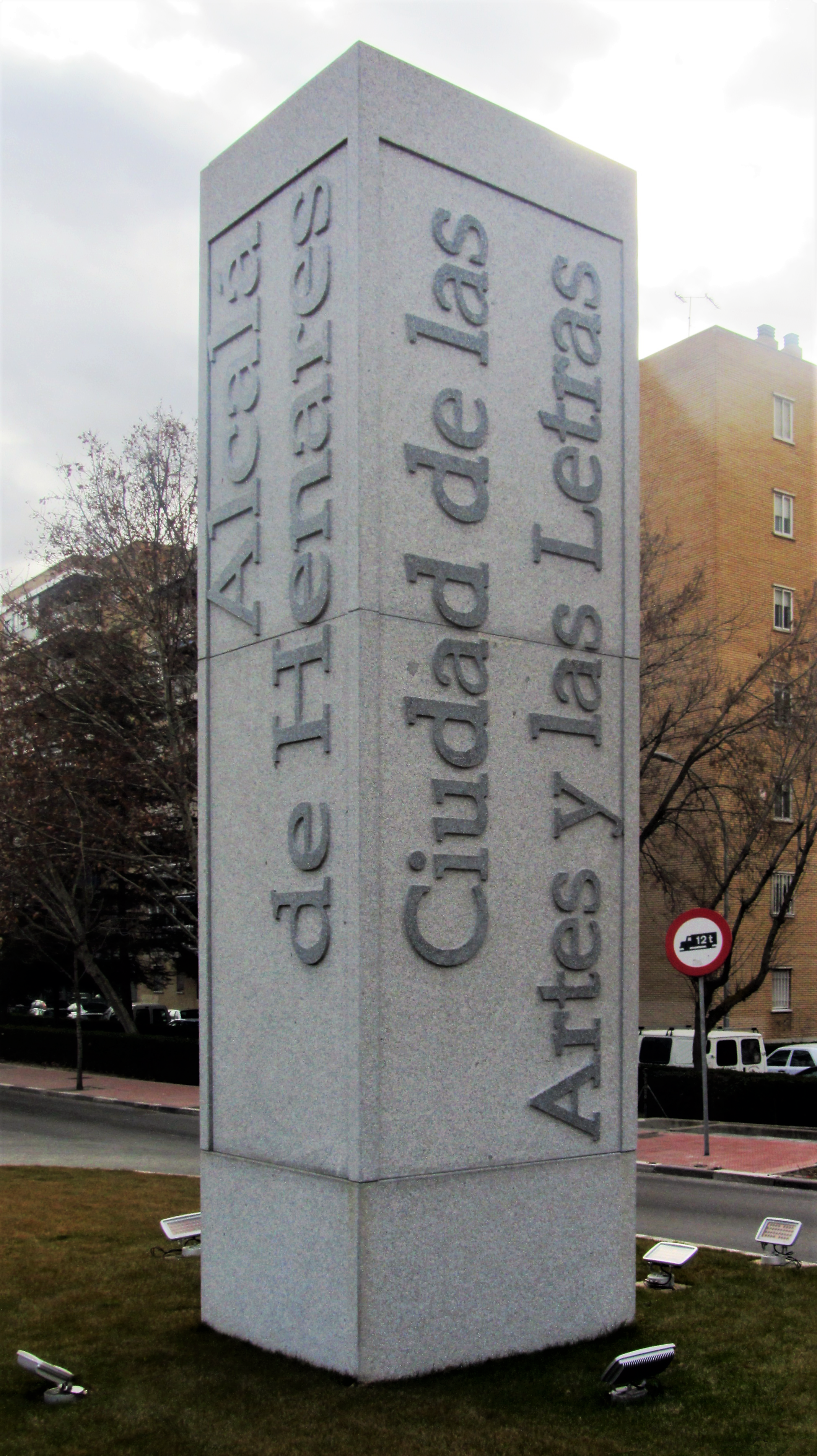
Alcalá de Henares "Ciudad de las artes y las letras".

Alcalá de Henares es, por designación de la UNESCO, "Ciudad Patrimonio de la Humanidad" desde el 2 de diciembre de 1998. Por ser la primera ciudad universitaria planificada del mundo, siendo ejemplo de la Civitas Dei (Ciudad de Dios) del humanismo cristiano. La mayoría de sus monumentos son construcciones renacentistas o barrocas, se ubican dentro de su casco histórico, y se pueden visitar libremente. Las edificaciones más emblemáticas dentro del centro histórico, según el espacio urbano donde se ubican, son:
- Plaza de Cervantes: Capilla del Oidor y la torre de la antigua Iglesia de Santa María La Mayor, Corral de Comedias, Ayuntamiento (antiguo Convento de los Afligidos), Círculo de Contribuyentes, Hotel Cervantes y antigua Hospedería de Estudiantes.
- Plaza de San Diego: Colegio Mayor de San Ildefonso, Capilla de San Ildefonso, Paraninfo de la Universidad de Alcalá, Colegio de San Pedro y San Pablo y antiguo Cuartel del Príncipe (actual CRAI de la UAH).
- Plaza de los Santos Niños: Catedral-Magistral y Ermita de Santa Lucía.
- Plaza de Palacio: Palacio Arzobispal de Alcalá de Henares.
- Plaza de las Bernardas: Convento de las Bernardas y Colegio-convento de Dominicos de la Madre de Dios.
- Plaza del Padre Lecanda: Oratorio de San Felipe Neri.
- Plaza Puerta de Madrid: Puerta de Madrid.
- Plaza de la Victoria: Colegio-convento de Mínimos (actual Facultad de Ciencias Empresariales, Económicas y Turismo).
- Calle Mayor: Casa Natal de Miguel de Cervantes, Hospital de Antezana y Corral de la Sinagoga Mayor.
- Calle Libreros: Iglesia de Santa María y Capilla de las Santas Formas (antigua Capilla del Colegio de los Jesuitas) Colegio del Rey, Colegio de León, Colegio de los Verdes y Colegio de Mena.
- Calle de la Imagen: Convento de la Imagen y Casa Natal de Manuel Azaña.
- Calle Colegios: Colegio de Málaga, Colegio-convento de San Basilio Magno, Colegio de Dominicos de Santo Tomás de Aquino (actual Parador de Alcalá de Henares), Colegio-convento de Trinitarios Calzados (actualmente Archivos del Movimiento Obrero), Ermita de los Doctrinos y Convento del Corpus Christi o de las Afueras.
- Calle Santiago: Convento de San Juan de la Penitencia.
- Calle Cervantes: Teatro Salón Cervantes.
- Calle Santa Úrsula: Convento de Santa Úrsula y Colegio-convento del Carmen Calzado (actual Escuela de Arquitectura de la UAH).
- Calle Escritorios: Colegio de los Irlandeses
- Calle Trinitarios: Colegio-convento de San José de Caracciolos y Colegio-convento de Trinitarios Descalzos.
- Calle Santa María la Rica: Hospital de Santa María la Rica.
- Calle Beatas: Convento de Clarisas de San Diego o Almendreras
- Vía Complutense: Recinto amurallado de Alcalá de Henares y Arco de San Bernardo.

Fuera del casco histórico se localizan la Ciudad Romana de Complutum, la Casa de Hippolytus, el Palacio Laredo y la Ermita de San Isidro, entre otros edificios singulares.

### Ruta Cervantina

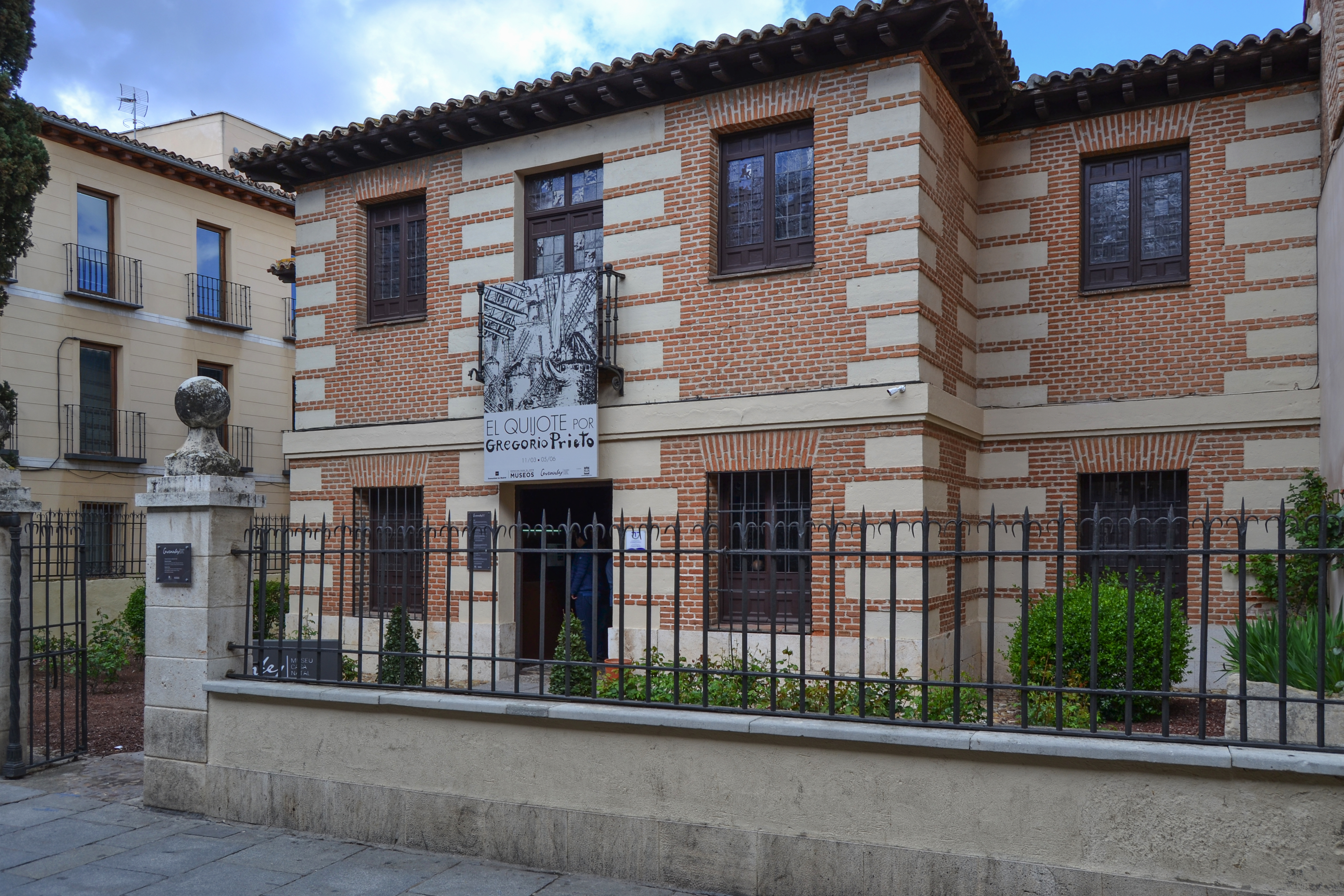
Casa natal de Miguel de Cervantes.

La relación de Miguel de Cervantes con Alcalá, va más allá del nacimiento del escritor en nuestra ciudad. Hay multitud de relaciones entre Cervantes, su familia, y este municipio. Esta ruta Cervantina sirve para conocerlas y reconstruirlas.
El itinerario recorre aquellos lugares de Alcalá de Henares relacionados con la vida y la obra de Miguel de Cervantes. La Casa natal de Miguel de Cervantes, rehabilitada en 1956; la Capilla del Oidor, en la que se conserva la pila donde fue bautizado el 9 de octubre de 1547. Los edificios relacionados con su familia, como la Casa de la Calzonera, o el convento carmelita de la Imagen, donde ingresó su hermana monja, Luisa de Cervantes. O aquellos vinculados a la publicación de sus obras, como la imprenta de Juan de Gracián en la calle Libreros, en la que se imprimió La Galatea, su primera novela; el Colegio de los Teólogos en la calle Colegios, donde el licenciado Francisco Murcia de la Llana firmó, el 1 de diciembre de 1604, el testimonio de las erratas de la primera parte de El Ingenioso Hidalgo Don Quijote de la Mancha. La plaza de Cervantes en cuyo centro se erige, desde 1879, una estatua en bronce dedicada al insigne escritor, obra del florentino Carlo Nicoli.

### Ruta de Cisneros

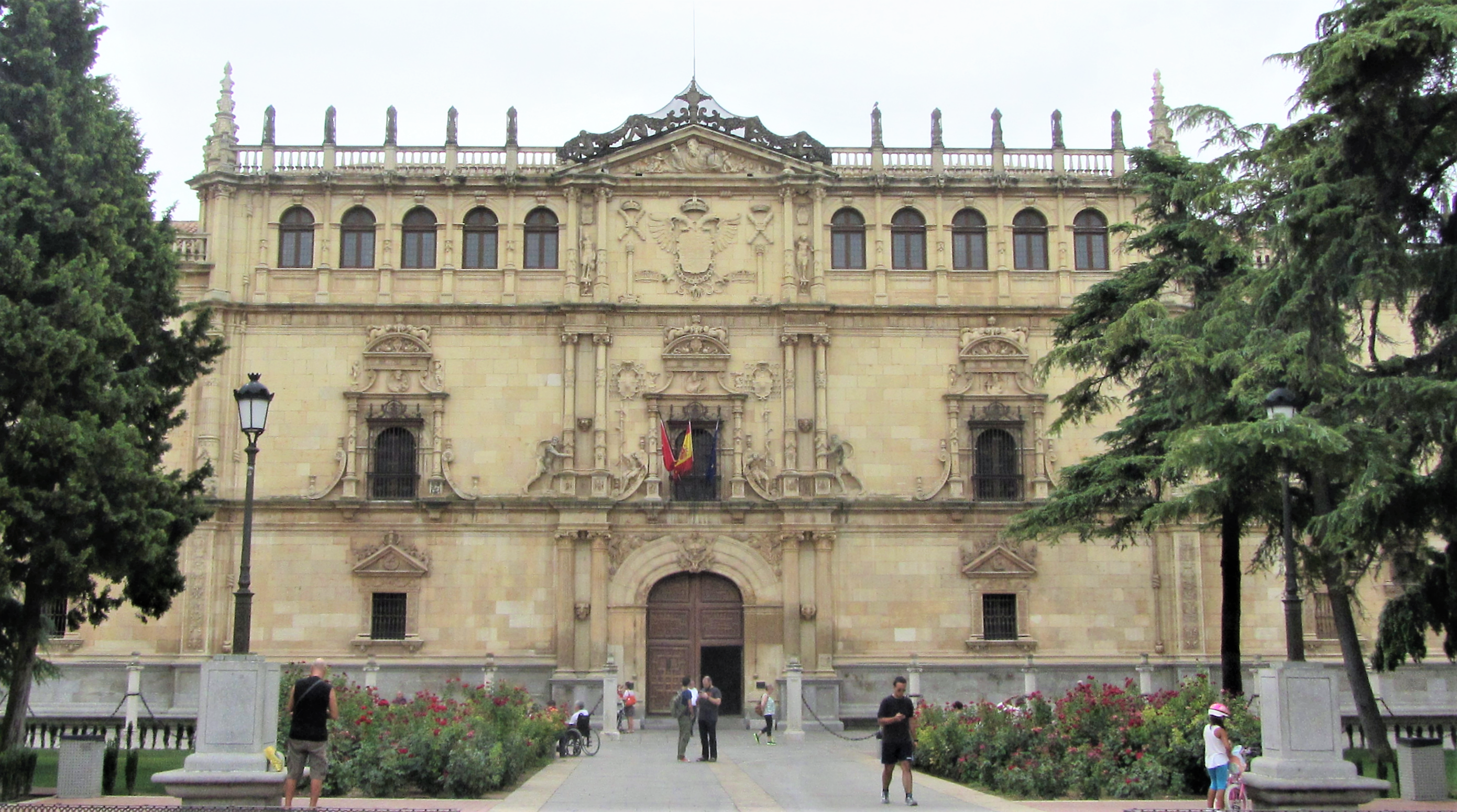
Fachada del Colegio Mayor de San Ildefonso en Alcalá de Henares.

El Cardenal Cisneros dejó una profunda huella en Alcalá de Henares. Mandó edificar una ciudad universitaria, reformó otras estructuras urbanas y dejó numerosos documentos, como la Biblia Políglota Complutense. Es impagable su legado, por lo que Cisneros es un personaje único e histórico para Alcalá. La Universidad de Alcalá es considerada como la obra máxima del Cardenal Cisneros. Motor del desarrollo de Alcalá y la base de una ciudad diseñada y construida especialmente como sede de una Universidad. Alcalá fue, gracias a Cisneros, modelo de urbanismo y de cultura. En ella participaron insignes profesores como Nebrija, y estudiaron grandes personajes históricos de la talla de Lope de Vega, Tirso de Molina y Quevedo, entre otros.
Actualmente se pueden visitar los edificios que más relación guardan con el Cardenal Cisneros, como el Palacio Arzobispal, la Casa de la Entrevista, la Catedral-Magistral, la Capilla del Oidor y la torre de la antigua Iglesia de Santa María la Mayor y, por supuesto, el Colegio Mayor de San Ildefonso fundado en 1499, y actual rectorado de la Universidad de Alcalá. Además, hay dos museos dedicados a su figura y obra, uno está en el actual convento de San Juan de la Penitencia (o de las Juanas) en la calle Santiago, donde conservan su testamento y numerosos objetos personales y religiosos; el otro está en el Palacio Laredo, sede del Centro Cisneriano de Investigación, que alberga una colección de antiguos documentos de la Universidad de Alcalá, entre los que destacan una edición original de la Biblia Políglota Complutense.

### Ruta de Azaña

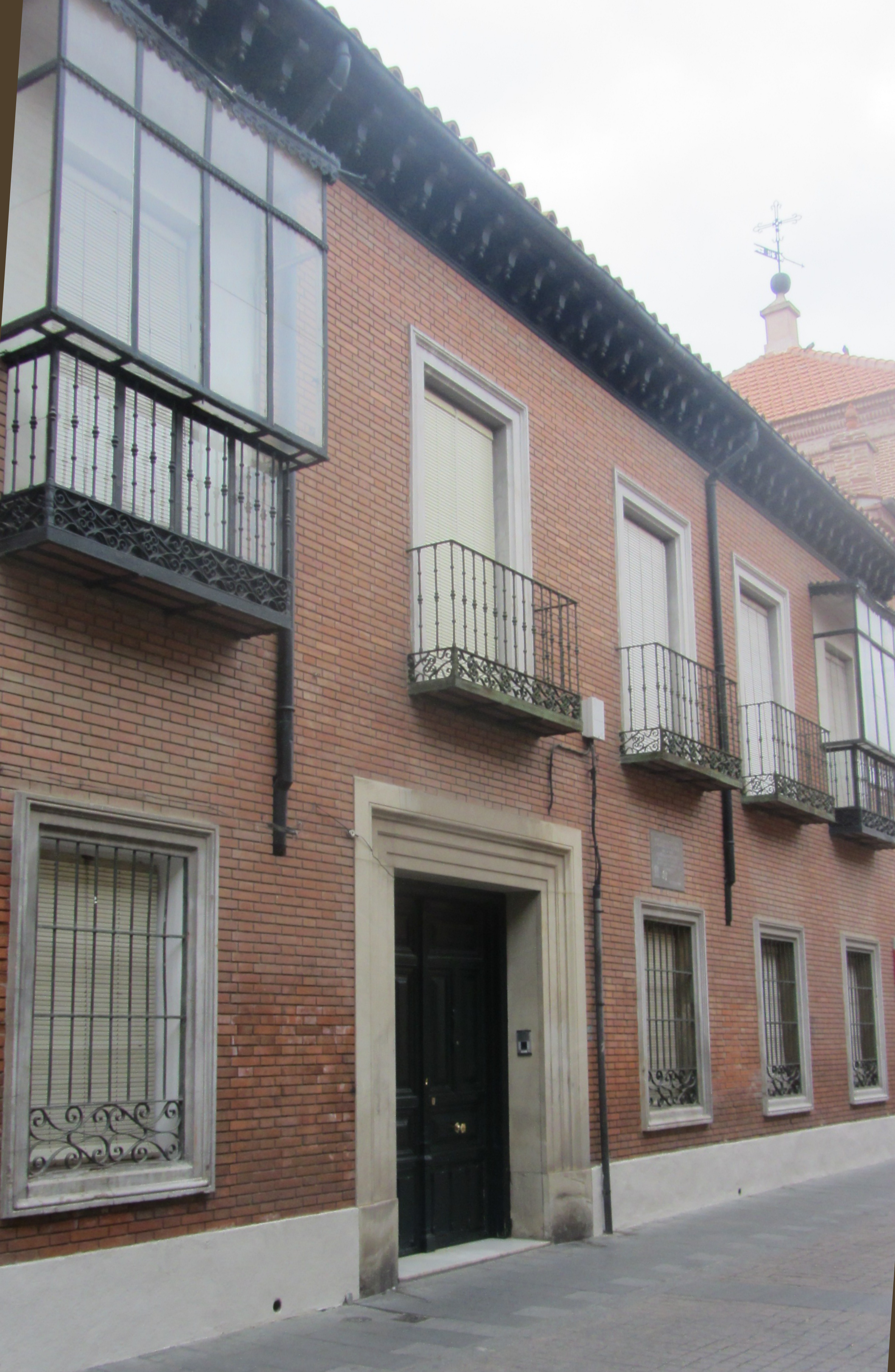
Casa natal de Manuel Azaña.

Manuel Azaña fue un reconocido escritor y político, llegando a ser ministro y presidente durante la Segunda República Española. Su familia tiene una antigua raigambre complutense, hasta el punto que su padre, Esteban Azaña, fue alcalde de la ciudad, y autor de una de las principales historias sobre Alcalá de Henares.
Un recorrido urbano permite acercarse a espacios que llenaron su infancia y juventud. Como su Casa Natal, en la calle de la Imagen número 5 (justo en frente de la Casa natal de Cervantes) donde vivió toda su niñez; la plaza de las Bernardas o la fuente de El Juncal, donde solía jugar de pequeño; la "Central Eléctrica Complutense" de los Azaña, en la calle Daoiz y Velarde n.º 28; el colegio Complutense San Justo y Pastor, en la calle Escritorios número 6; los edificios de la calle Cardenal Cisneros (antigua calle de los Coche número 10), donde se redactaron la revista "Brisas del Henares" (1897) y el periódico "La Avispa" (1910), sus primeras experiencias como escritor; la primera Casa del Pueblo de Alcalá, en la calles Santiago n.º 2, donde el 4 de febrero de 1911 pronunció su importantísima conferencia “El problema Español”. O la plaza de Cervantes y la calle Libreros, donde pasó revista a las tropas acuarteladas y presidió un desfile militar durante la guerra civil española, que significó su última estancia en su ciudad natal, el 13 de noviembre de 1937. En la glorieta de Manuel Azaña se encuentra su estatua sedente, obra de José Noja, inaugurada el 22 de mayo de 1987 y dedicada al intelectual.

### Ruta Ignaciana

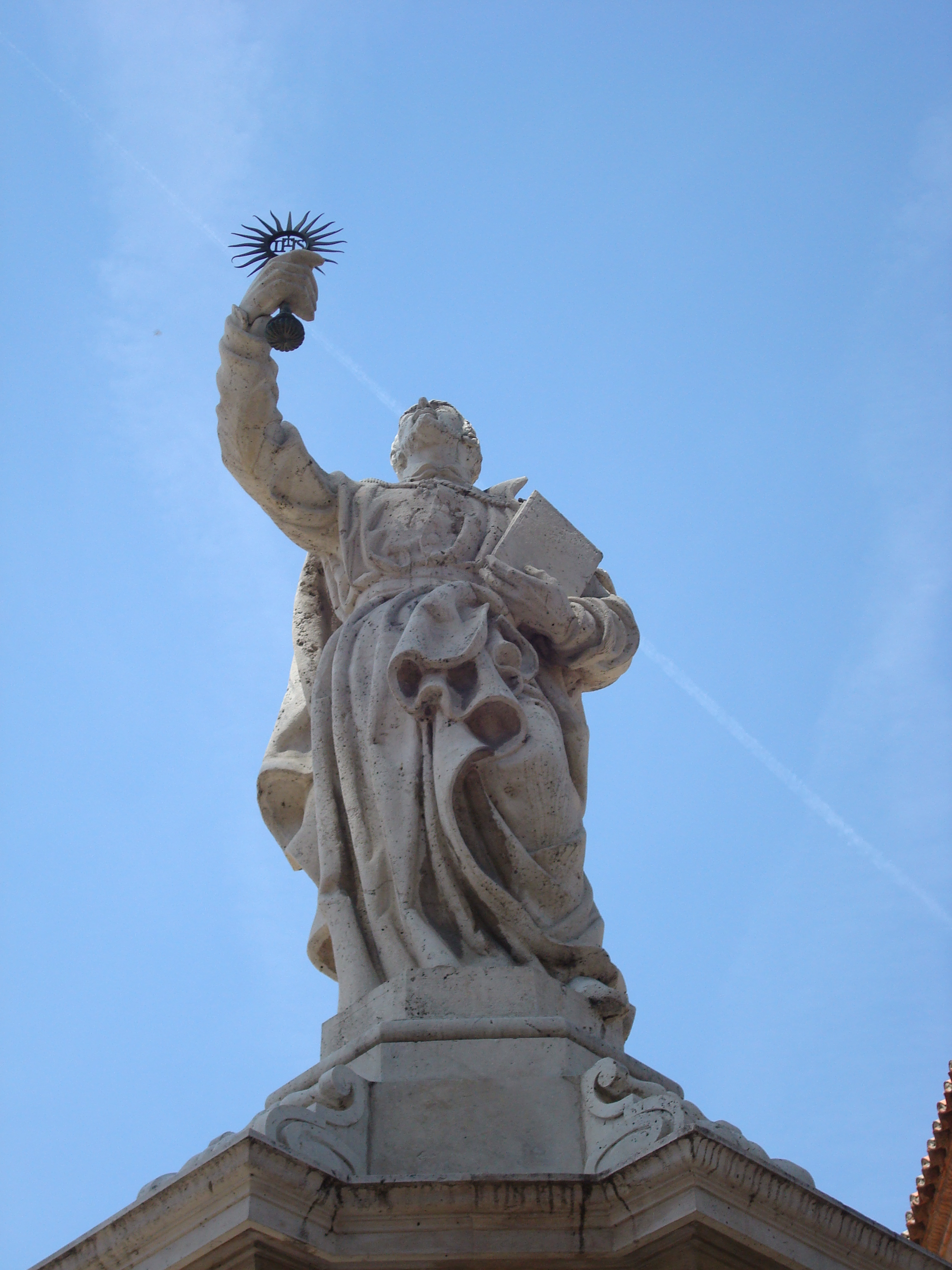
Escultura de Ignacio de Loyola en Alcalá de Henares.

Ignacio de Loyola residió en Alcalá de Henares, desde 1526 hasta el 21 de junio de 1527, para estudiar teología y filosofía en la Universidad de Alcalá. Su primera residencia fue el Hospital de Santa María la Rica, poco después se trasladó al Hospital de Antezana donde trabajó, a cambio de sustento, cuidando a los enfermos y cocinando para ellos, además de predicar doctrina cristina a la sociedad más humilde. Su huella en la ciudad dejó un legado, que posteriormente se amplió con la fundación del primer colegio jesuita de España (1546) y otros edificios e instituciones relacionadas con la Compañía de Jesús.
En el año 2022, con motivo del año Ignaciano puesto en marcha para la celebración Ignatius 500, se diseñó una ruta señalizada que recorre los edificios más emblemáticos relacionados con San Ignacio y la Compañía de Jesús en Alcalá de Henares, con el siguiente itinerario:
1. Catedral-Magistral
2. Hospital de Santa María La Rica
3. Palacio Arzobispal. Residencia del Vicario
4. Colegio Máximo de la Compañía de Jesús
5. Colegio Mayor de San Ildefonso
6. Patio de Mataperros
7. Hospital de Antezana
8. Colegio San Ignacio de Loyola

### Museo de Escultura al Aire Libre

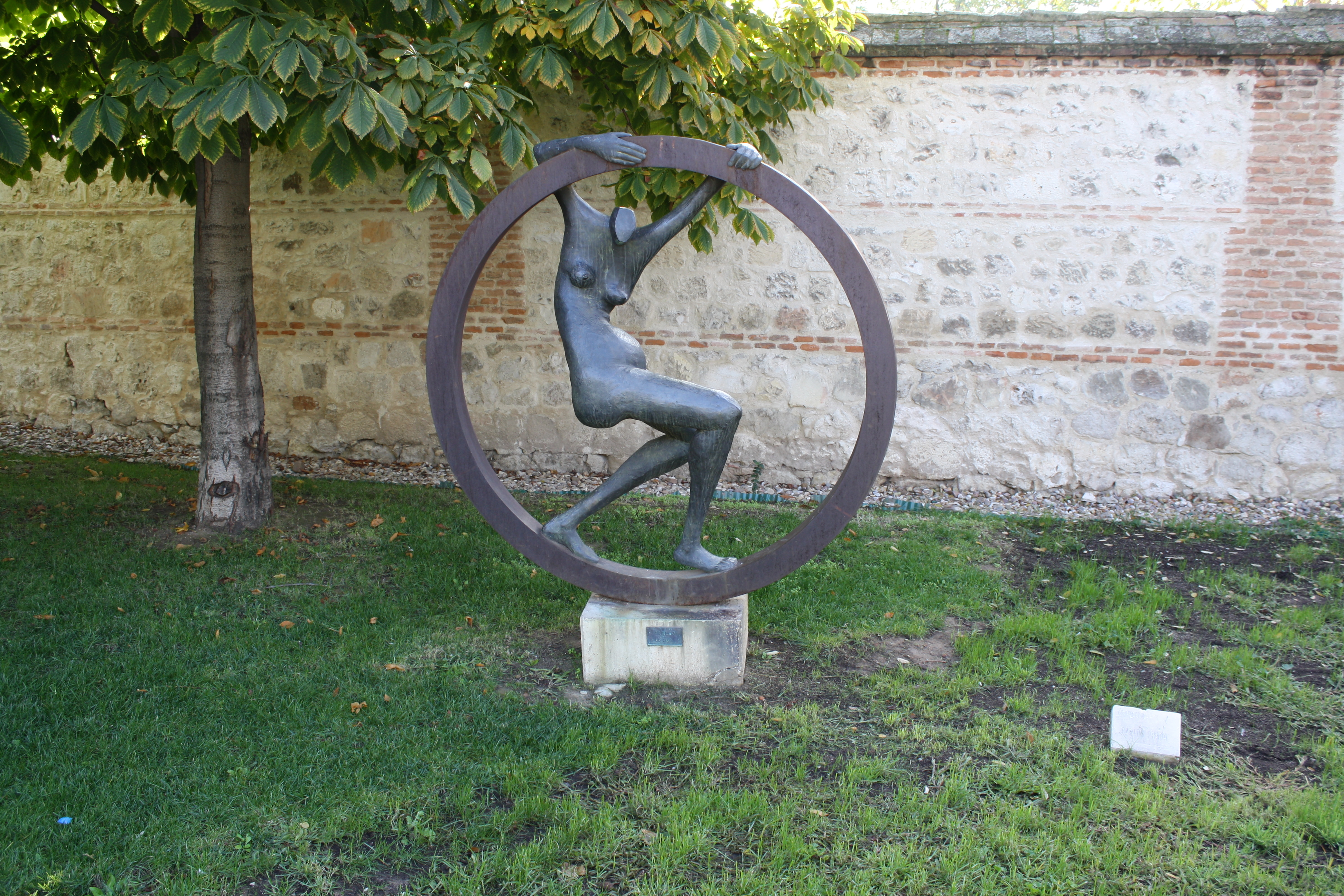
Escultura de Carlos Prada en el Museo de Escultura al Aire Libre de Alcalá de Henares.

El Museo de Escultura al Aire Libre de Alcalá de Henares es uno de los más grandes de Europa en su ámbito, fue inaugurado en 1993, bajo la supervisión del escultor José Noja. En este museo se repasan las diferentes tendencias de la escultura contemporánea, desde la figuración hasta la abstracción. Las 58 obras representan a algunos de los más importantes escultores españoles y extranjeros, entre los que destacan Amadeo Gabino, José Lamiel, Luis Caruncho, Pablo Serrano, Sebastián o Úrculo.
Su visita es un cómodo paseo de casi dos kilómetros de longitud en el que, desde por la Puerta de Madrid, se va rodeando el recinto amurallado, primero por la calle Andrés Saborit para continuar por la Vía Complutense, hasta finalizar el recorrido en la glorieta y monumento dedicado a Antonio Fraguas "Forges".

### Ciudad de las Tres Culturas
La Alcalá medieval se recorrer caminando gracias a una ruta que transita por sus antiguos barrios cristiano, judío y musulmán. Estas zonas históricas están señalizadas mediante placas cerámicas, con un color diferente para cada barrio. Las placas se ubican en lugares singulares de la urbe medieval. Según el barrio al que se refieren, en ellas aparece como símbolo una cruz, una media luna o un candelabro de siete brazos. En cada barrio se sitúa una placa general donde se marcan sus límites e historia. Los espacios y el recuerdo de la mezquita, las sinagogas e iglesias, de los mercaderes, sus oficios y lugares que dieron forma y carácter a una villa medieval llena de contrastes y ejemplo de convivencia.
- Barrio de la morería (en color verde):

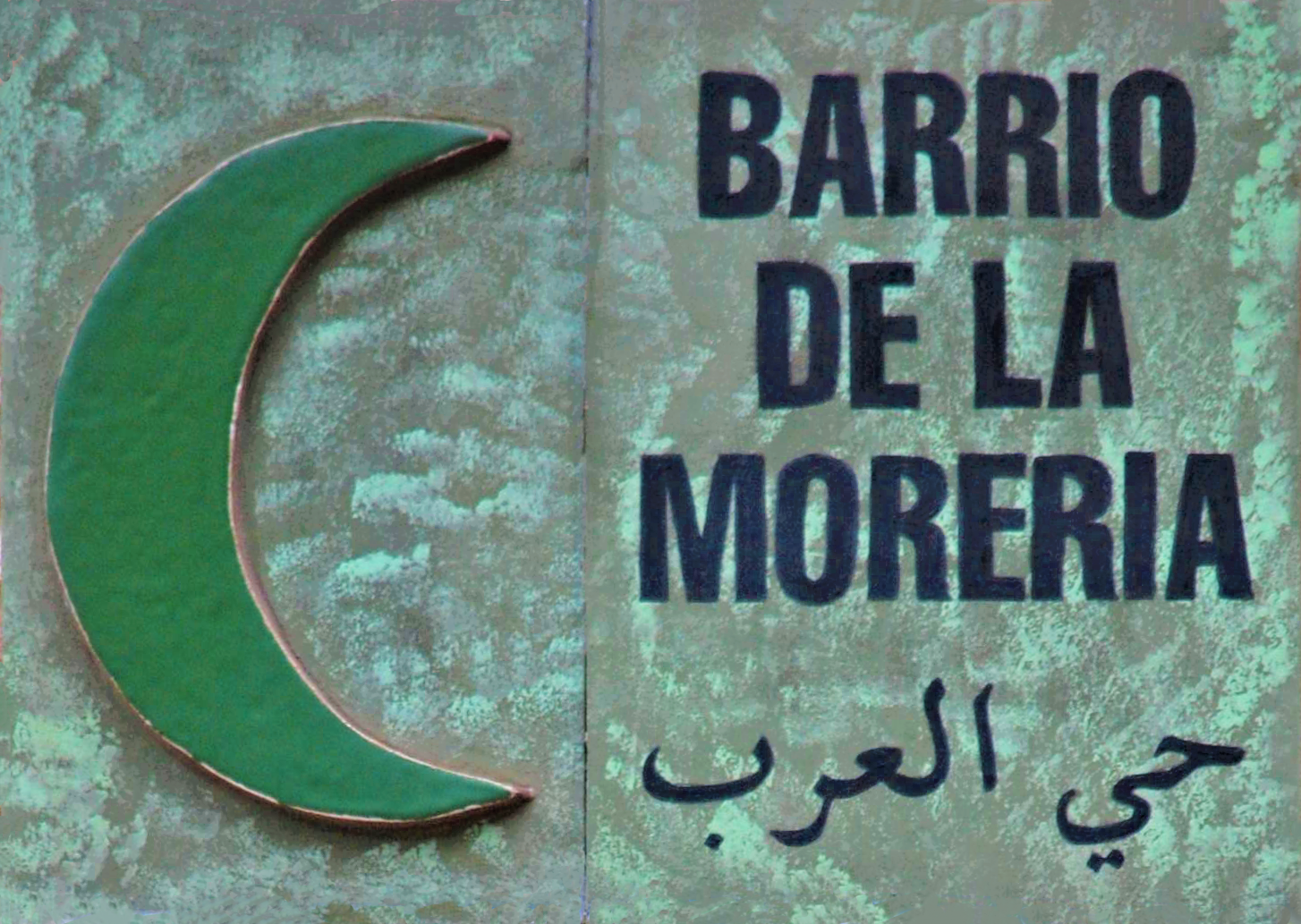
Cerámica indicativa del antiguo barrio musulmán en Alcalá de Henares.

La "morería" de la ciudad medieval de Alcalá de Henares está documentada desde el siglo XII. A principios del siglo XVI, estaba habitada por más de 100 personas. Su eje principal fue la actual calle de Santiago, y se situó frontera a la muralla norte, aunque su espacio nunca fue cerrado, ya que los musulmanes también se asentaron extramuros. La actividad de sus habitantes se centró en los trabajos de albañilería, carpintería, agricultura, herrería, cerrajería y alfarería. De entre los musulmanes de Alcalá destacaron: Yusuf Robledo, Durramen Herrero y Hamete Xarafi. Conviene recordar que el topónimo de Alcalá proviene del árabe "al-Qal'at". Esta ruta se puede realizar en 10 minutos. Placas indicativas:
1. "Barrio de la morería", en la plaza de las Bernardas, en el Museo Arqueológico Regional de la Comunidad de Madrid.
2. "Almanxara", en la calle de San Bernardo, en el Museo Arqueológico Regional.
3. "Mezquita", en la calle de Santiago, esquina con la calle Diego de Torres.
4. "Rastro viejo", en la calle Diego de Torres, confluencia con la calle Santiago.
5. "Postigo de la Morería", en la calle de Diego de Torres n.º 8, frente a la calle Madre de Dios.

- Barrio judío (en color azul):

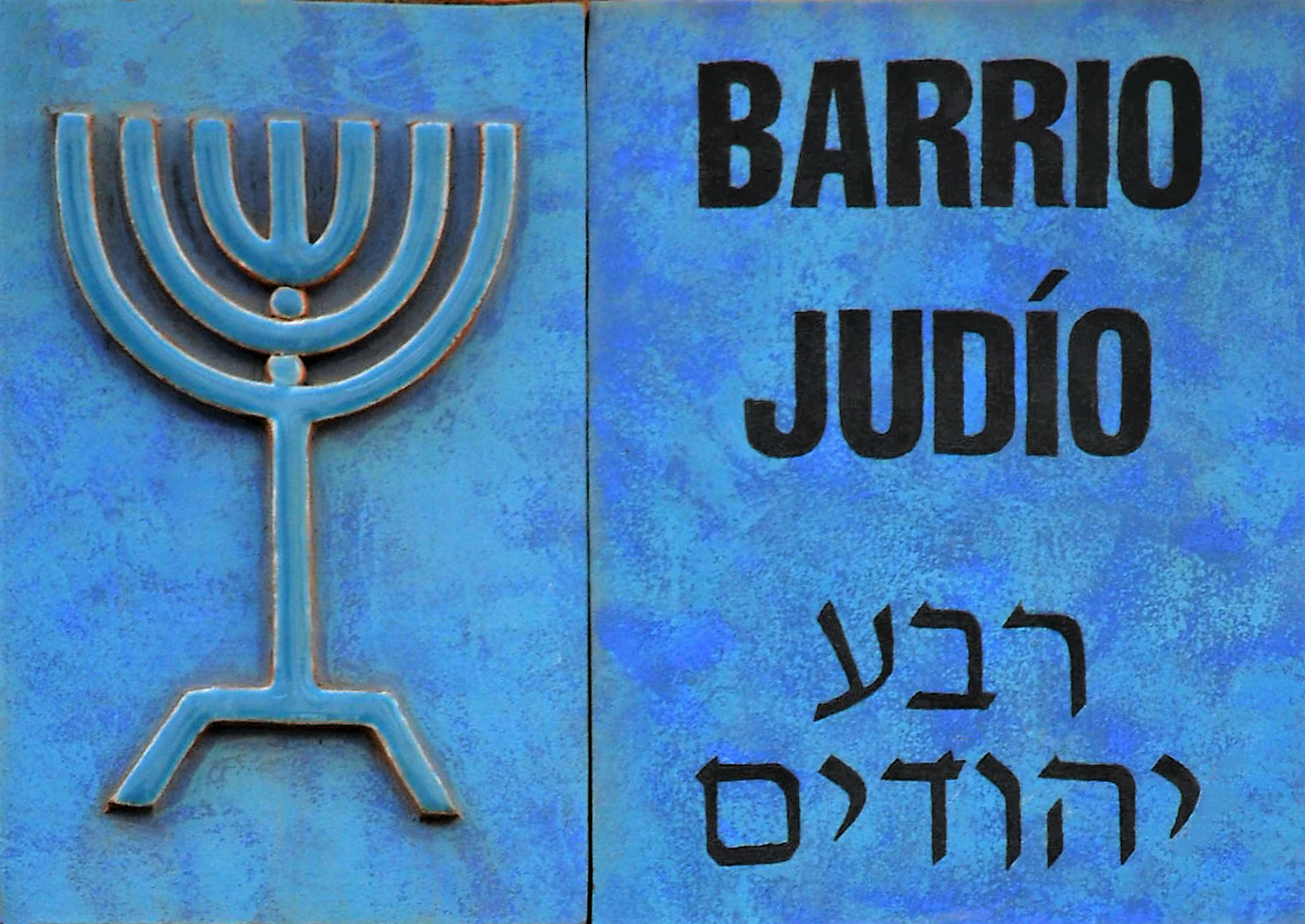
Cerámica indicativa del antiguo barrio sefardí en Alcalá de Henares.

La aljama judía se situó entre las calles de Santiago y Escritorios. Su eje principal era la calle Mayor. A ella iban a parar numerosos adarves o callejones ciegos con acceso a patios de vecindad. Hacia el año 1474, la judería de la ciudad llegó a contar con unas 111 familias. De entre los judíos de Alcalá destacaron el escritor Menahem Ben Zerah (1368), Abravanel (siglos XIV - XV), Aben-Xuxen (siglo XV) o el lingüista Alfonso de Alcalá, que participó en la redacción de la Biblia Políglota Complutense. El itinerario dura 30 minutos siguiendo las placas:
1. "Barrio judío", en la calle Mayor n.º 59, frente a la calle Imagen.
2. "Sinagoga Mayor", entrada al Corral de la Sinagoga desde la calle Mayor n.º 37.
3. "Carnicería de los judíos", en la calle de Cervantes, esquina con la calle Mayor.
4. "Postigo de los judíos", en la calle del Tinte, esquina con la plaza de Atilano Casado.
5. "Sinagoga Menor", en la calle de Santiago n.º 22.
6. "Tiendas y casas en la esquina del cambio", en la calle Mayor, esquina con la calle San Felipe Neri.

- Barrio cristiano (en color rojo):

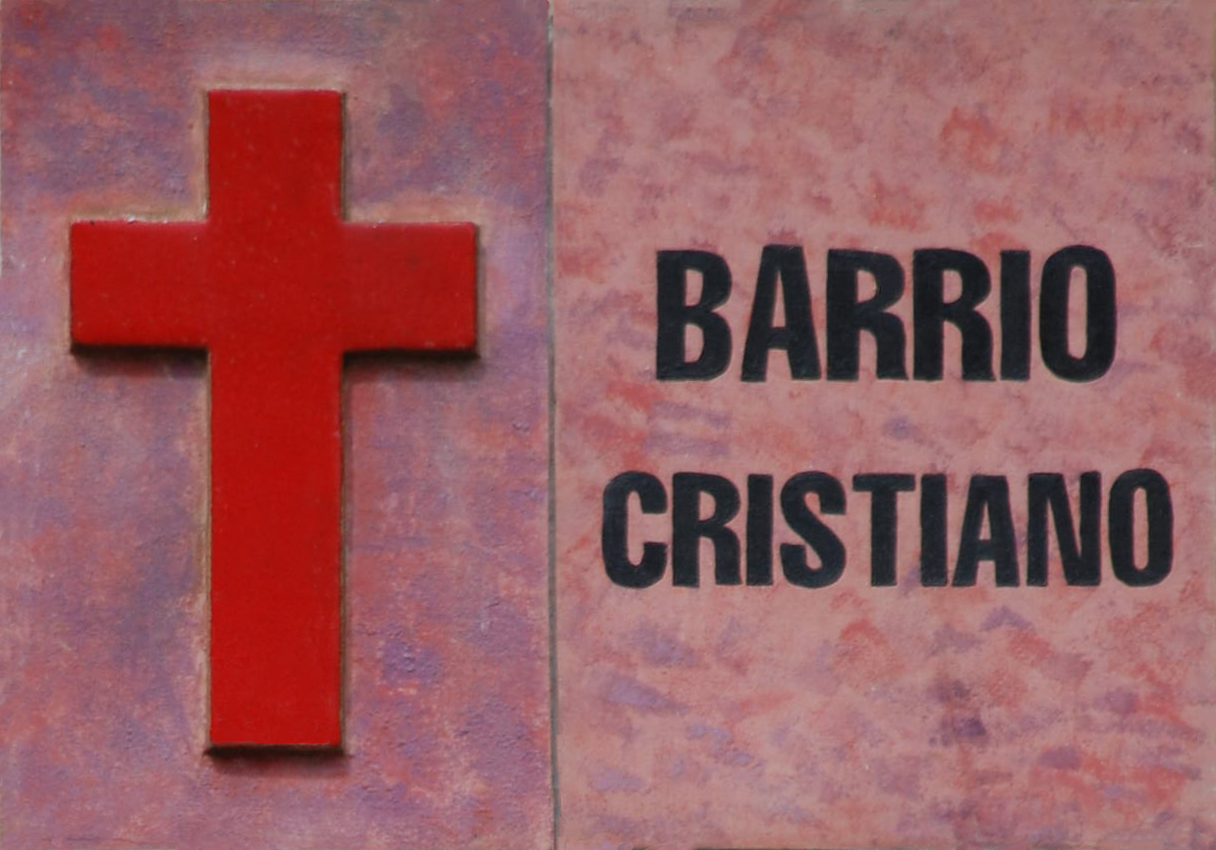
Cerámica indicativa del antiguo barrio católico en Alcalá de Henares.

Se organizó en torno a la iglesia de San Justo y Pastor, actual Catedral-Magistral. Con el tiempo, se amplió radialmente siguiendo el trazado de los caminos naturales que partían en dirección a Burgos, Guadalajara, Toledo y Madrid. Alrededor de la iglesia se edificaron casas de tapial, ladrillo y entramado de madera, generalmente de una planta y con patios, que se agruparon en manzanas irregulares. La vida de sus habitantes giró en torno a la religión, la artesanía, los estudios, el mercado, o la mancebía. Se recorre en unos 45 minutos siguiendo las placas cerámicas:
1. "Barrio cristiano", en la plaza de los Santos Niños, junto a la calle Mayor.
2. "Plaza de la Picota", en la plaza de los Santos Niños n.º 1.
3. "Hospital Medieval de Santa María La Rica", en la calle de Santa María la Rica.
4. "Cárcel Arzobispal", en el callejón del Vicario.
5. "La Mancebía", en la calle Damas, esquina con la calle Rico Home.
6. "El Concejo y la Tercia" en la calle de la Tercia, en la Ermita de Santa Lucía.
7. "Los Estudios Generales", en la travesía de los Seises, esquina con la plaza Victoria.
8. "Murallas", en la calle Sandoval y Rojas, junto a la plaza Puerta de Madrid.
9. "Fortaleza-Palacio Arzobispal", en la plaza de Palacio, en el Torreón de la Fuente del Palacio Arzobispal.

### Ciudad Literaria

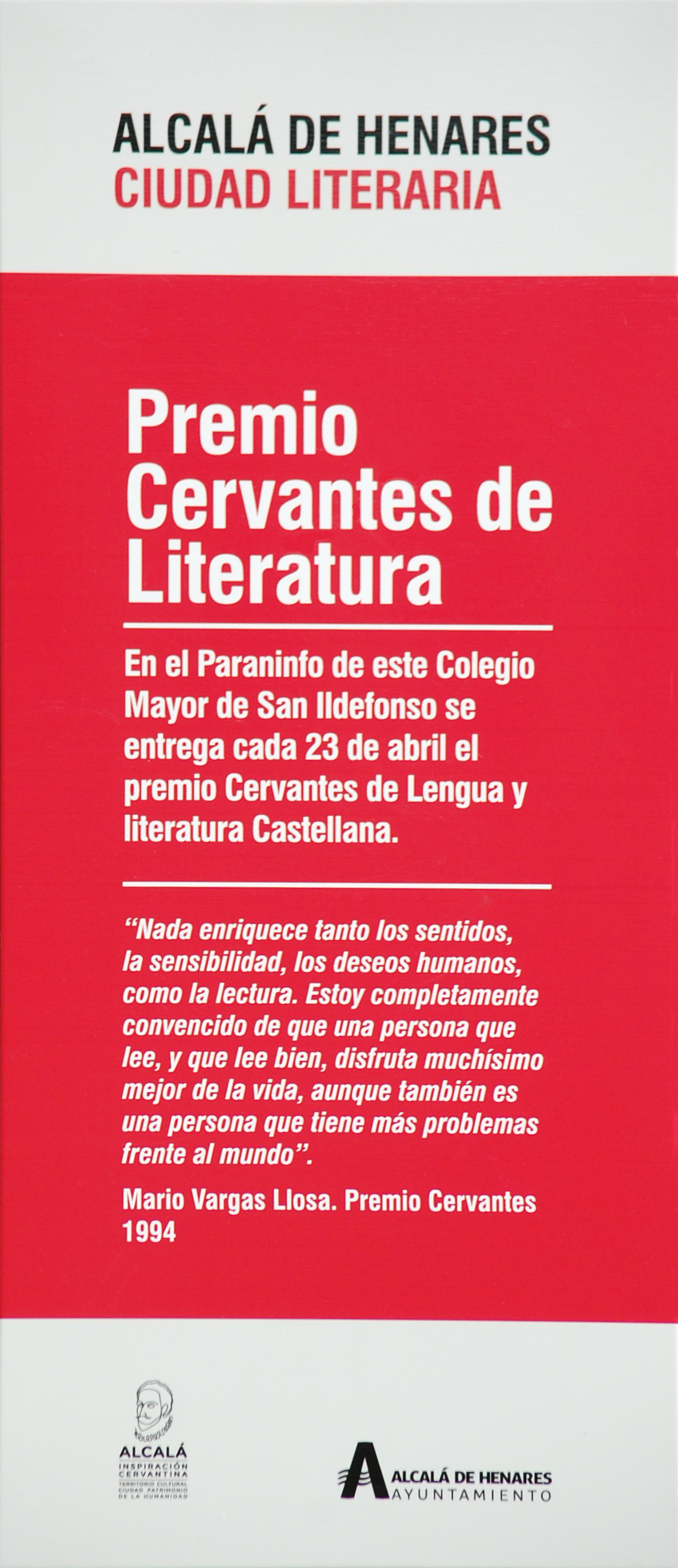
Cartel del "Premio Cervantes de LIteratura" en la plaza de San Diego.

La importancia cultural de la ciudad y su gran tradición universitaria han hecho posible que su historia esté llena de literatos que la describieron, la vivieron o que nacieron en ella.
Esta ruta consta de 25 cartelas metálicas, en color rojo, que señalan un itinerario de los espacios urbanos relacionados con grandes escritores, de todas las épocas, vinculados de diferentes maneras con Alcalá. El más conocido es Miguel de Cervantes, pero muchos otros vivieron, estudiaron o escribieron en la ciudad complutense. La ruta por la Ciudad Literaria se recorre, en unos 90 minutos, siguiendo consecutivamente los letreros:
1. Alonso Fernández de Avellaneda: avenida de Madrid n.º 2, frente a la Puerta de Madrid, en la Posada del Diablo
2. José Zorrilla: calle Cardenal Sandoval y Rojas, en el recinto amurallado enfrente al Centro de Interpretación Alcalá Medieval
3. Bob Dylan: calle Cardenal Sandoval y Rojas, en el recinto amurallado enfrente al Centro de Interpretación Alcalá Medieval
4. Juan Ruiz, arcipreste de Hita: plaza de Palacio, en el recinto amurallado próximo al Palacio Arzobispal
5. Miguel de Unamuno: plaza del Padre Lecanda, junto al Oratorio de San Felipe Neri
6. Isabel Allende: calle Santa María la Rica, en el antiguo Hospital de Sta. María la Rica
7. Miguel de Cervantes: calle de la Imagen, en el Museo Casa Natal Miguel de Cervantes
8. Manuel Azaña: calle de la Imagen, en la Casa Natal de Manuel Azaña
9. Santa Teresa de Jesús: calle de la Imagen, en el Convento de la Purísima Concepción o de la Imagen
10. San Ignacio de Loyola: calle Mayor, en el Hospital de Antezana
11. Pedro Calderón de la Barca: plaza de Cervantes, en el Corral de Comedias
12. Fray Luis de León: calle Colegios, en los juzgados (antiguo Colegio-convento de los Agustinos Calzados)
13. San Juan de la Cruz: calle de Santo Tomás de Aquino, en el Teatro La Galera (antigua capilla del Colegio-convento de Carmelitas de San Cirilo)
14. Lope de Vega: calle de los Colegios, en el Parador de Alcalá (antiguo Colegio de los Manriques)
15. Manuel de León Marchante: calle de los Colegios, en el Parador de Alcalá (antiguo Colegio de los Manriques)
16. Federico García Lorca: calle de los Colegios, en la Hostería del Estudiante
17. Mateo Alemán: calle Pedro Gumiel, en el Edificio de las Cráteras
18. Gaspar Melchor de Jovellanos: calle Pedro Gumiel, en la Capilla de San Ildefonso
19. Antonio de Nebrija: calle Pedro Gumiel, esquina con la plaza de San Diego
20. Premio Cervantes de Literatura: plaza de San Diego, esquina con la calle Bedel
21. Francisco de Quevedo: calle Libreros, en el Instituto Cervantes (antiguo Colegio del Rey)
22. María Isidra de Guzmán: calle Libreros, en la Iglesia de Santa María (antigua capilla del Colegio Máximo de la Compañía de Jesús)
23. Leandro Fernández de Moratín: calle del Tinte, esquina con la calle Libreros; en la antigua Posada de San Antonio
24. Miguel Hernández: plaza de Atilano Casado, en el antiguo Hospital de San Lucas y San Nicolás
25. Camilo José Cela: plaza del 11 de Marzo, en la Estación de tren de Alcalá de Henares

### Ciudad de las Cigüeñas

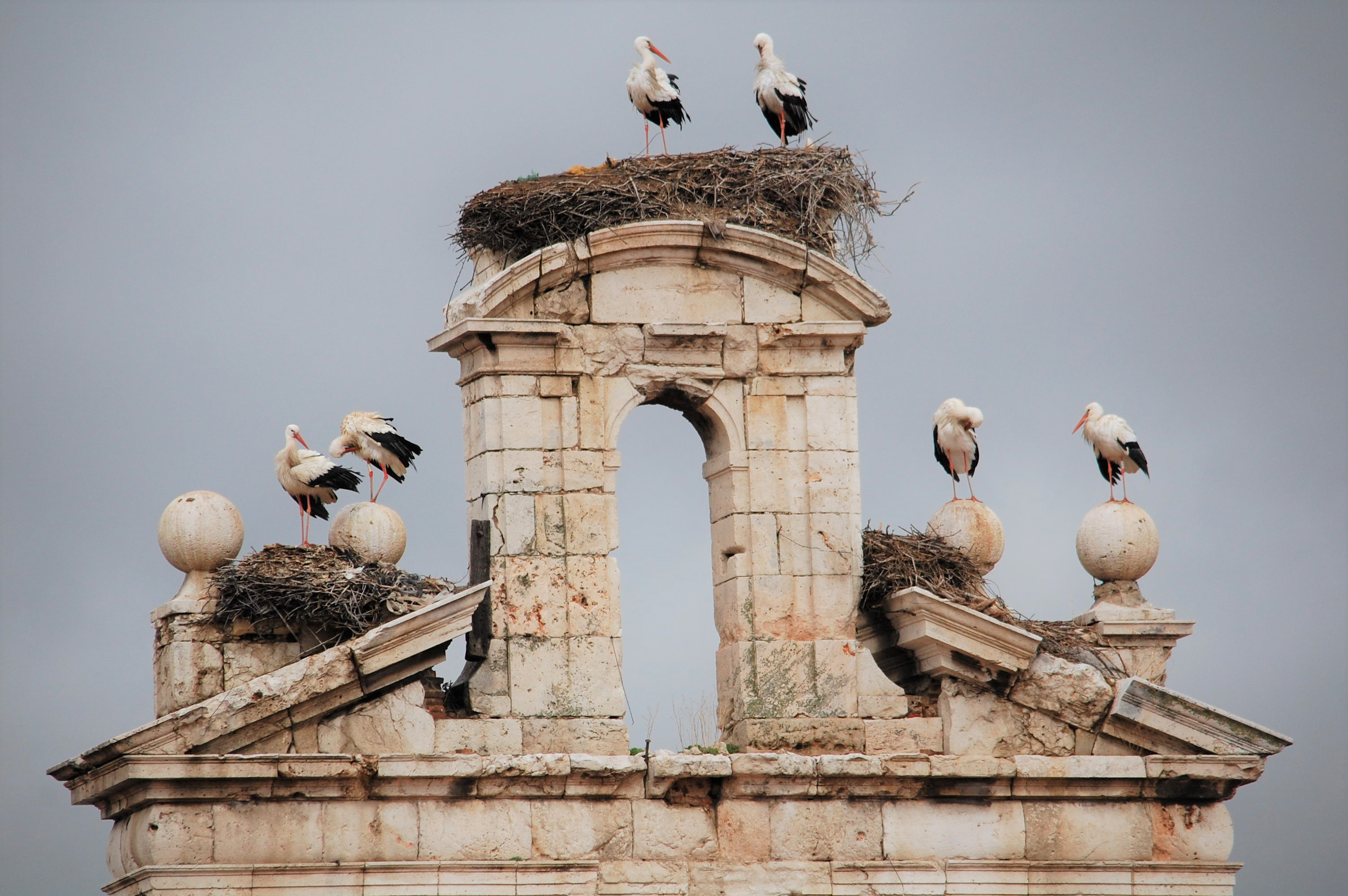
Nidos de cigüeñas sobre la espadaña de la Capilla de San Ildefonso.

El patrimonio histórico y natural se encuentran estrechamente ligados en el paisaje alcalaíno. Su centro histórico, gracias a sus torres, chapiteles y espadañas, ofrece numerosos nidos de cigüeñas en ambiente urbano, lo que otorga a la ciudad un encanto especial, aportando un valor añadido a su riqueza patrimonial. El asentamiento de las cigüeñas, en al menos 27 de los edificios históricos de la ciudad, favorece la introducción de un itinerario turístico que relaciona ambos elementos. Esta ruta guiada marca un recorrido que une el respeto y la valoración del medioambiente, con la belleza y monumentalidad de Alcalá de Henares.
Es una ruta por el centro histórico de Alcalá, gracias a la que se observan nidos y cigüeñas, para conocer más acerca de este ave, tan unido a la ciudad complutense desde tiempo inmemorial. El itinerario permite adquirir conocimientos históricos y artísticos de diversos edificios, y conocer la vida, costumbres y adaptación de la cigüeña al medio urbano. Asimismo, la presencia de las cigüeñas refuerza su valor como una seña más de identidad de esta ciudad Patrimonio de la Humanidad.
El recorrido de la ruta de las cigüeñas por el casco histórico de Alcalá de Henares dura unas dos horas caminando, y consta de las siguientes paradas: plaza de Cervantes, Capilla del Oidor, Plaza de San Diego, Calle Mayor, Plaza de Palacio, Palacio Arzobispal y Plaza de los Santos Niños. Para una óptima observación es recomendable llevar prismáticos.

### Rutas cardiosaludables o ambientales

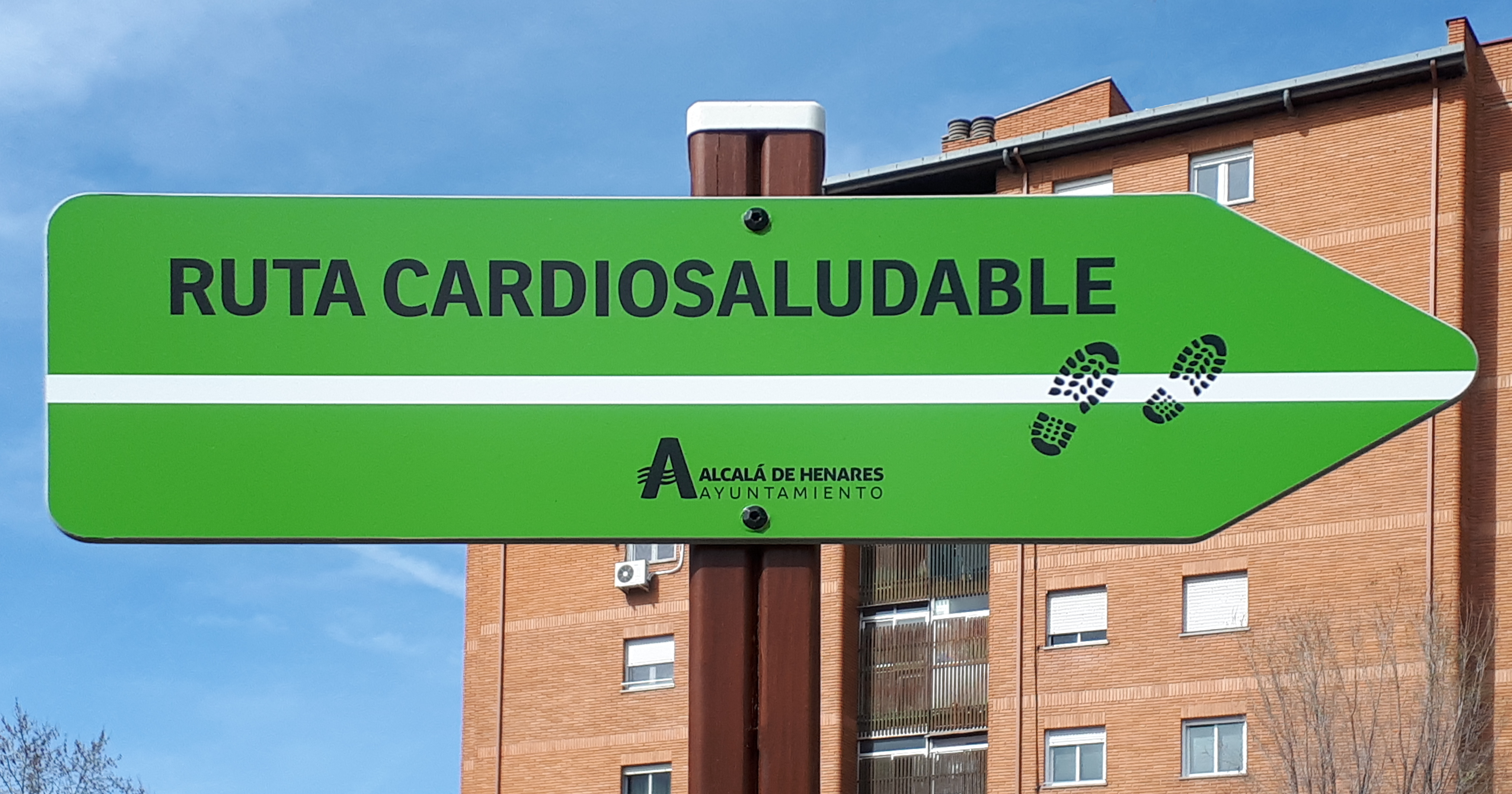
Cartel indicando el recorrido de una ruta cardiosaludable o verde.

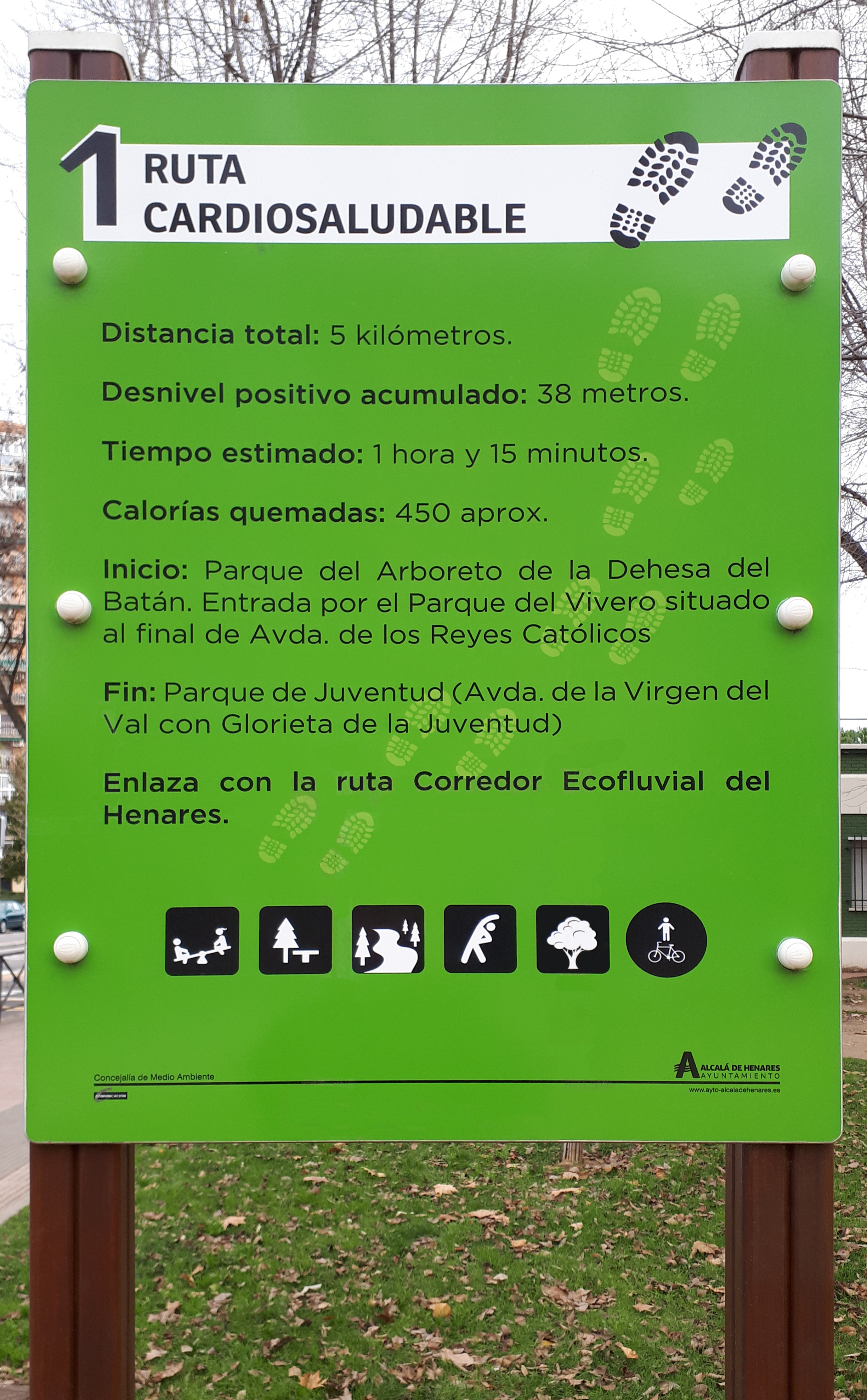
Cartel de la ruta cardiosaludable n.º 1.

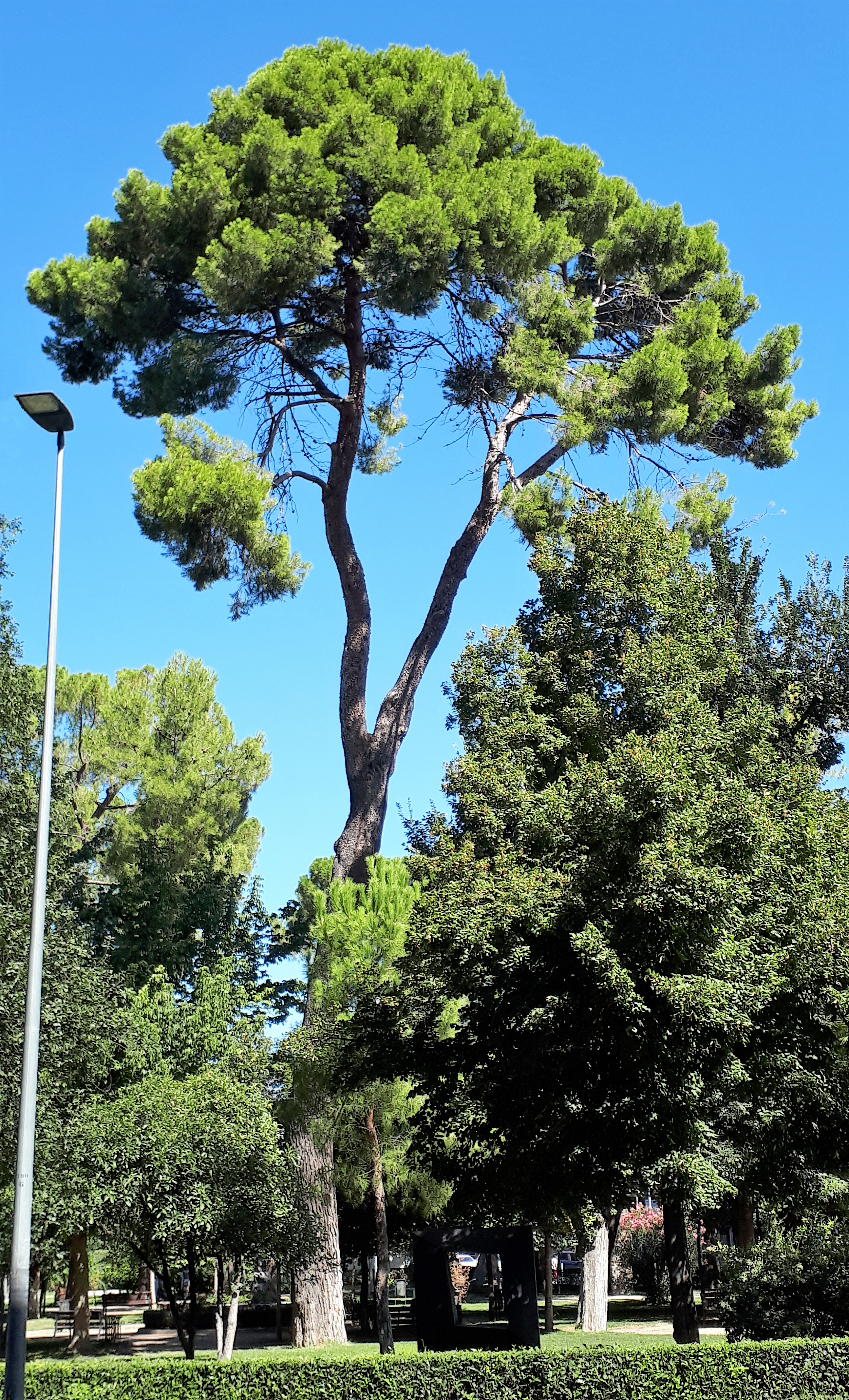
Parque O'Donnell.

Son recorridos diseñados para hacer ejercicio físico y, además, ofrecen actividades de educación ambiental. Unen diversos parques y zonas verdes urbanas, por trayectos que se pueden realizar caminando o corriendo.
- Arboreto Dehesa del Batán – Parque de la Juventud.

Ruta de ida y vuelta, de 10 km y 3 horas de duración. Salida: acceso Arboreto Dehesa del Batán (Avenida Reyes Católicos)
Permite descubrir interesantes zonas verdes, como el antiguo parque del vivero, hoy Arboreto Dehesa del Batán.
- Parque de los Sentidos – Parque de los Reyes Magos.

Ruta de ida y vuelta, de 7 km de longitud y 2 horas y media de duración. Salida: Avenida de los Jesuitas c/v Roa Bastos
Partiendo del Parque de los Sentidos (o Jardines de Juan Pablo II) permite acceder al barrio del Chorrillo por el corredor verde del Parque Félix Rodríguez de la Fuente.
- Parque Pasillo Verde del Camarmilla – La Garena.

Ruta de ida y vuelta, de 10 km y 2 horas y media de duración. Salida: Avenida de Europa, 1.
Discurre desde el parque Pasillo Verde del Camarmilla, hasta el Parque Lineal Isaac Peral, pasando por los Parques Santa Rosa de Lima y Arturo Soria.
- Parque de los Sentidos – Gran Parque de Espartales.

Ruta ida y vuelta de 3,5 km y 3 horas de duración. Salida: Avenida de los Jesuitas c/v Roa Bastos.
Coincide con la ruta número 2 en el recorrido por el Jardín de los Sentidos, pero continúa en la Avda. Jesuitas hasta la Avda. Gustavo Adolfo Bécquer. En esta calle se puede pasear por la zona lineal verde de las nuevas urbanizaciones. Al llegar al Gran Parque de Espartales se disfruta de un espacio de alto valor ambiental.
- Parque Salvador de Madariaga – Casco Histórico – Parque Salvador de Madariaga.

Ruta circular de 4,5 km y 2 horas de duración. Salida: acceso Parque Salvador de Madariaga (Paseo de la Alameda).
Partiendo del parque Salvador de Madariaga, cruza el Paseo de Los Pinos y recorre el Parque O'Donnell por su perímetro. Cruza la Vía Complutense para, atravesando una de las puertas del recinto amurallado (Arco de San Bernardo), hasta la plaza de Cervantes y terminar el recorrido en el punto de partida, el Parque Salvador de Madariaga.
- Parque de los Sentidos – Bosque del Quijote – Jardín Botánico Juan Carlos I.

Ruta de 3,7 km y 2 horas de duración. Salida: Avenida de los Jesuitas c/v Augusto Roa Bastos.
Parte del Parque de los Sentidos hasta el Bosque del Quijote, donde pueden recorrerse los senderos interiores. Una vez en la Avenida Miguel de Unamuno, continua hasta el campus científico-tecnológico de la Universidad de Alcalá para llegar hasta el Jardín Botánico.
- Parque de los Sentidos – Parque Caño Gordo – Jardín Botánico Juan Carlos I.

Ruta de 3 km y 1 horas de duración. Salida: Avenida de los Jesuitas c/v Augusto Roa Bastos.
Parte de la Avda. Jesuitas frente al Parque de los Sentidos, rodea el muro del cuartel Primo de Rivera por la zona norte hasta el cruce de la Avenida de Meco. Se accede al Parque de Caño Gordo y se continua hasta el Jardín Botánico del Campus Universitario.
- Ruta del corredor verde Eje Norte

Ruta de 13 km y unas 4 horas de duración. Salida: Estación de la Garena
Recorre de oeste a este los parques urbanos lineales que van paralelos a la A-2, desde La Garena hasta el Jardín Botánico de la Universidad de Alcalá.
- Ruta del río Henares a través de los Molinos

Ruta de 10 km y unas 3,5 horas de duración. Salida: aparcamiento de Nuevo Alcalá (detrás del Centro Comercial Entrepeñas)
Recorre la Isla de los García hasta la Isla del Colegio, remontando el río Henares para conocer los antiguos molinos harineros de su margen derecha.
- Paseo por el Arboreto Dehesa del Batán

Duración 1 hora y 30 minutos. Dificultad baja. Salida: entrada del Auditorio Paco de Lucía
Recorrido por el Arboreto mediterráneo Dehesa del Batán, para conocer su diversidad de árboles y arbustos, y su repercusión medioambiental.
- Paseo por el Parque O´Donnell

Duración 1 hora y 30 minutos. Dificultad baja. Salida: Casita del O’Donnell
Recorrido por el histórico Parque O'Donnell, para conocer su diversidad vegetal, sus elementos singulares, y su repercusión medioambiental.

### Ruta botánica en el Parque O'Donnell

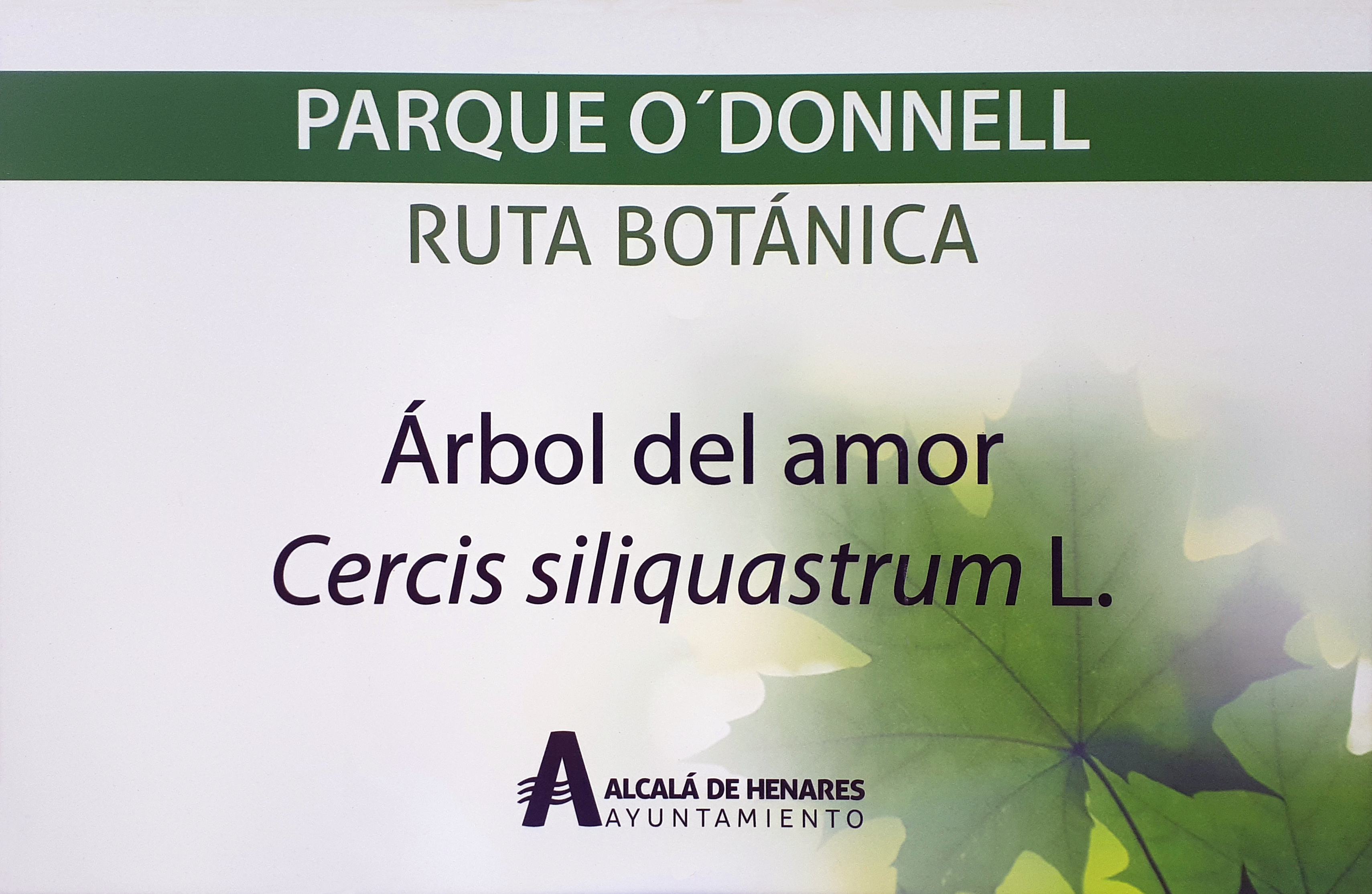
"Árbol del amor" en la ruta botánica del Parque O'Donnell.

Este recorrido pone en valor el patrimonio arbóreo del Parque O'Donnell, mediante carteles que señalan 24 tipos de árboles diferentes y facilitan la visita autoguiada. Además hay una rosaleda y, entre el resto del arbolado, hay dos ejemplares etiquetados como de interés patrimonial local (un pino carrasco de 1899 y un algarrobo europeo), y otros dos conmemorativos, un roble dedicado a Miguel de Cervantes y un arce al Cardenal Cisneros. De esta forma se puede realizar una ruta botánica en la que es fácil distinguir variedades, características, interés botánico e histórico y singularidad. Los tipos de árboles que forman esta ruta botánica son:
- Álamo blanco
- Almez
- Árbol del amor
- Arce negundo
- Castaño de indias
- Cedro del Atlas
- Ciprés
- Ciprés de Leyland
- Ciruelo rojo
- Fresno
- Laurel
- Morera
- Morera péndula
- Olivo
- Olmo común
- Palma canaria
- Palmera excelsa
- Parasol chino
- Pino piñonero
- Plátano de sombra
- Robinia
- Rosaleda
- Sophora japónica

### Ruta de las ermitas

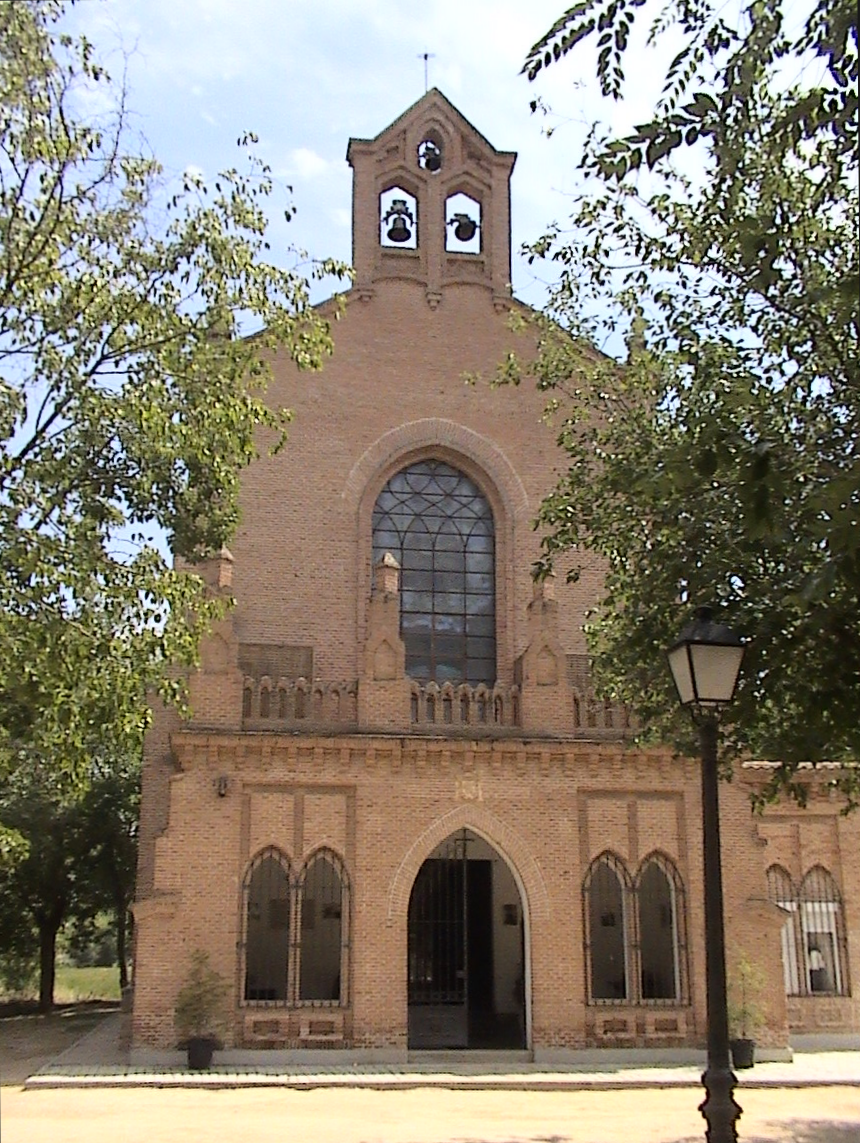
Ermita de la Virgen del Val, reconstruida en 1926 en estilo neomudéjar.

Permite acercarse y conocer las cuatro ermitas históricas de Alcalá de Henares: Santa Lucía, Cristo de los Doctrinos, Virgen del Val y San Isidro. Tres de ellas están catalogadas como Bien de Interés Cultural del Patrimonio histórico de España. Además de hacer ejercicio físico por un recorrido llano de 6,2 km, se visita tanto el casco antiguo de la ciudad como sus nuevos barrios, apreciando su diversidad urbanística. Se puede realizar caminando, corriendo o en bicicleta.
Salida: Ermita de Santa Lucía (enfrente de la Catedral-Magistral) dirección este por la plaza de los Santos Niños, las calles Escritorios, Santa Úrsula y Colegios, se llega hasta la Ermita del Cristo de los Doctrinos. Siguiendo hacia el este por el paseo del Val y la avenida de la Virgen del Val, alcanzamos la Ermita de la Virgen del Val. Se retrocede hasta la calle Toledo, y en dirección noroeste se continua por las calles Zaragoza y Santander, las avenidas Lope de Figueroa y Juan de Austria, la calle Alonso Martínez, la vía Complutense y la calle Murillo, para encontrarnos con la Ermita de San Isidro. Regresamos al punto de salida, en dirección suroeste, por las calles Eras de San Isidro, Sebastián de la Plaza; en la plaza Puerta de los Mártires, o popularmente de los Cuatro Caños, giramos hacia el oeste y continuamos por las calles libreros y Mayor, atravesando la plaza de Cervantes, para finalizar el recorrido en la Ermita de Santa Lucía.

### Las Noches de Don Juan en Alcalá
Don Juan en Alcalá es una representación teatral al aire libre de la obra inmortal de José Zorrilla. Se interpretan anualmente, desde 1984, dos representaciones generalmente los días 31 de octubre y 1 de noviembre, como marca la tradición coincidiendo con la festividad de Todos los Santos. Fue declarada Fiesta de Interés Turístico Regional en el año 2002 y, en 2018, Fiesta de Interés Turístico Nacional.
Como complemento a esta representación, durante el mes de noviembre, la Concejalía de Turismo del Ayuntamiento de Alcalá organiza las visitas teatralizadas "Las Noches del Don Juan en Alcalá". Un itinerario romántico, guiado por actores vestidos de época, que recorre el centro histórico de Alcalá de Henares a través de la figura del Don Juan.

### Tren de Cervantes

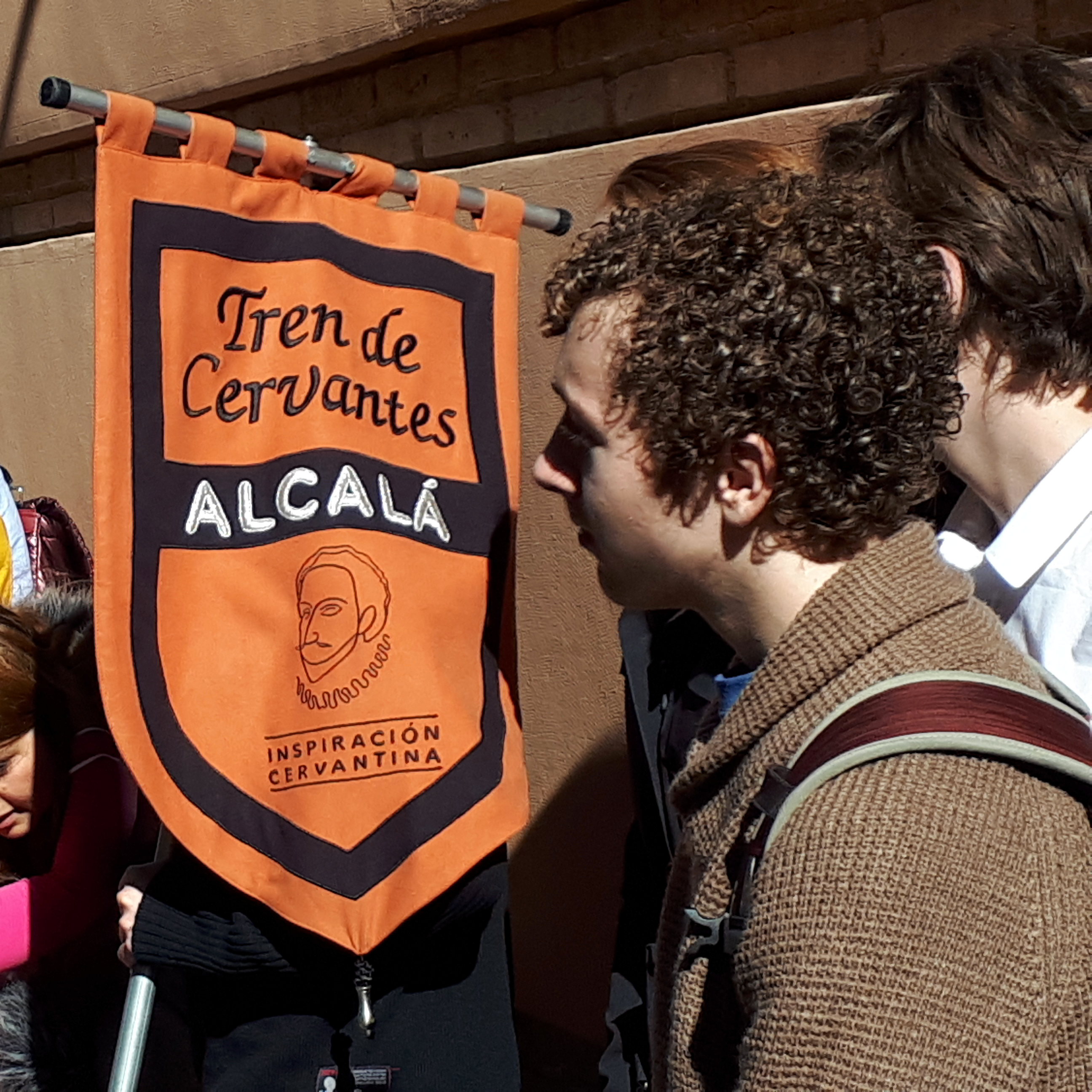
Visita guiada del Tren de Cervantes.

El Tren de Cervantes ofrece visitas guiadas teatralizadas a Alcalá de Henares desde 1997, así como ofertas en restaurantes y hoteles. Se desarrollan los sábados de abril a junio, y de septiembre a diciembre. Los pasajeros son recibidos por actores y figurantes a pie de tren, en la Estación de Atocha-Cercanías; van ataviados con trajes de época inspirados en el Siglo de Oro, y atienden e informan a los turistas durante el trayecto, sin paradas, de Madrid a Alcalá. Al llegar a la ciudad complutense, los viajeros inician un recorrido guiado por su casco histórico. El itinerario urbano incluye los edificios más destacados de su conjunto monumental, y finaliza a tiempo para que los excursionistas puedan disfrutar de la gastronomía que ofrecen los restaurantes asociados al programa, donde recibirán un descuento por viajar en este tren turístico.
La visita guiada incluye los edificios y espacios urbanos que forman parte del patrimonio histórico-cultural de Alcalá de Henares: Casa Natal de Miguel de Cervantes, la Universidad Cisneriana, el Corral de Comedias, la Catedral-Magistral de los Santos Niños y la Capilla del Oidor. Es una forma singular de acercarse y comprender la obra de tan insigne literato.
Los guías turísticos acompañan y explican los principales monumentos de esta ciudad Patrimonio de la Humanidad. Durante el viaje estarán presentes los personajes de la gran novela cervantina, Don Quijote y su amada Dulcinea, Sancho Panza y su esposa Teresa Panza. El propio Miguel de Cervantes narra su vida y aventuras a los pasajeros, en tono desenfadado. Durante el trayecto también aparecen otros personajes relacionados con la ciudad, como el Cardenal Cisneros, la Doctora de Alcalá, Isabel la Católica, Cristóbal Colón, la Princesa de Éboli y Manuel Azaña.
El Tren de Cervantes es el resultado de la colaboración institucional de Renfe Cercanías de Madrid y el Ayuntamiento de Alcalá de Henares, junto a la Comunidad de Madrid y la Fundación General de la Universidad de Alcalá.

### Manzana Fundacional Cisneriana de la Universidad de Alcalá
La Manzana Fundacional Cisneriana de la Universidad de Alcalá forma parte del casco histórico de Alcalá de Henares. La constituyen varios de los colegios universitarios que fundó directamente el Cardenal Cisneros, así como una serie de edificios auxiliares (viviendas para los profesores, imprentas y librerías, cárcel, carnicería, etc) que se han transformado con el tiempo en nuevas instalaciones (Hospedería de Estudiantes, Hotel Cervantes, Círculo de Contribuyentes, Edificio de las Cráteras). Es un Bien de Interés Cultural en la categoría de monumento, desde el 12 de marzo de 2019. Está registrado con los códigos 29936 y RBIC-2018-000007.
1. Colegio Mayor de San Ildefonso

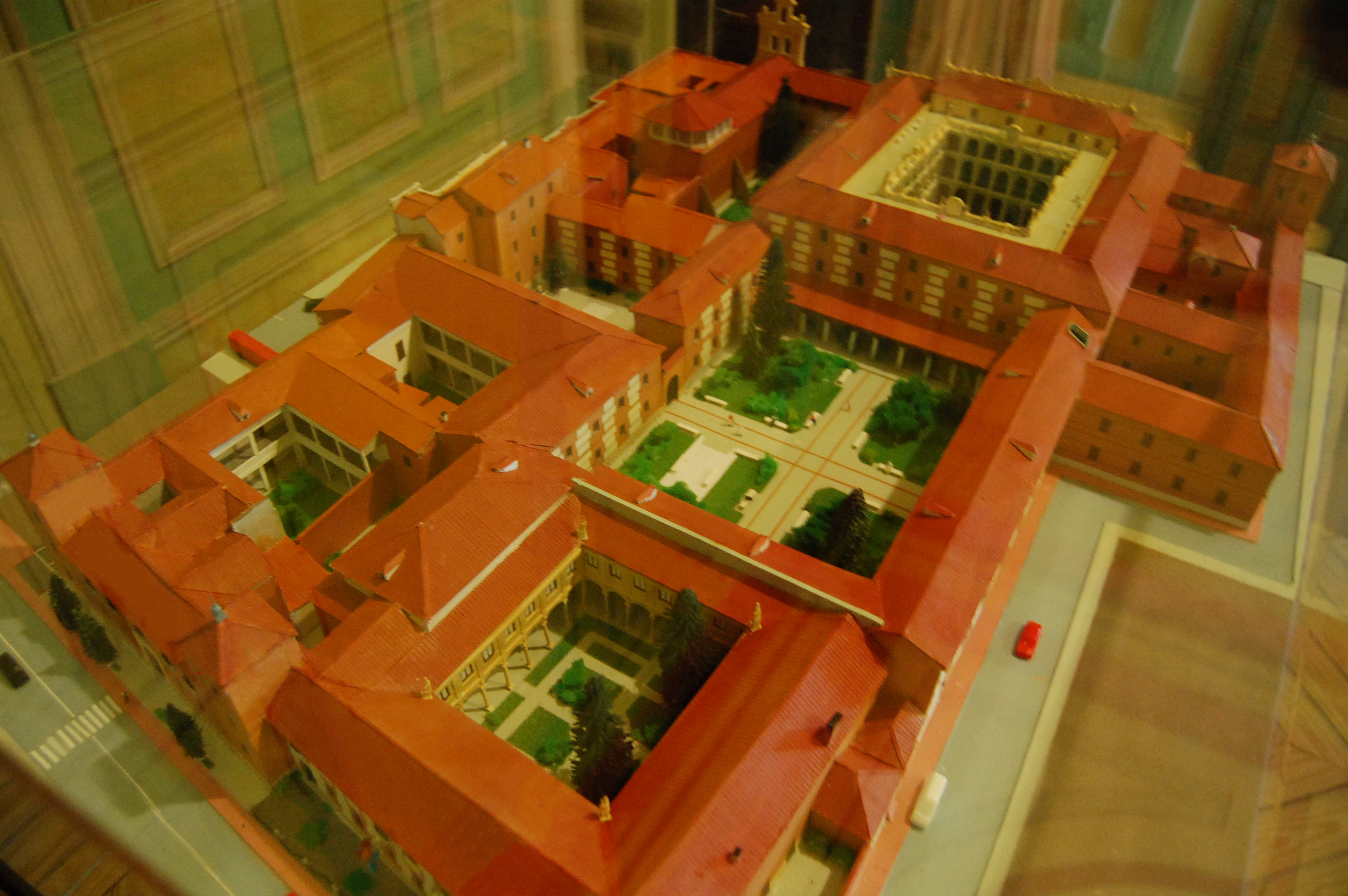
Maqueta de la Manzana Fundacional Cisneriana de la Universidad de Alcalá.

  - Patios: Santo Tomás de Villanueva, Filósofos, Trilingüe
  - Paraninfo
  - Capilla de San Ildefonso
2. Colegio-convento de San Pedro y San Pablo
3. Colegio menor de San Jerónimo
4. Colegio menor de Teólogos
5. Colegio menor de los Metafísicos
6. Hospedería de Estudiantes
7. Hotel Cervantes
8. Círculo de Contribuyentes
9. Edificio de las Cráteras

### Ruta de los Colegios históricos de la Universidad de Alcalá

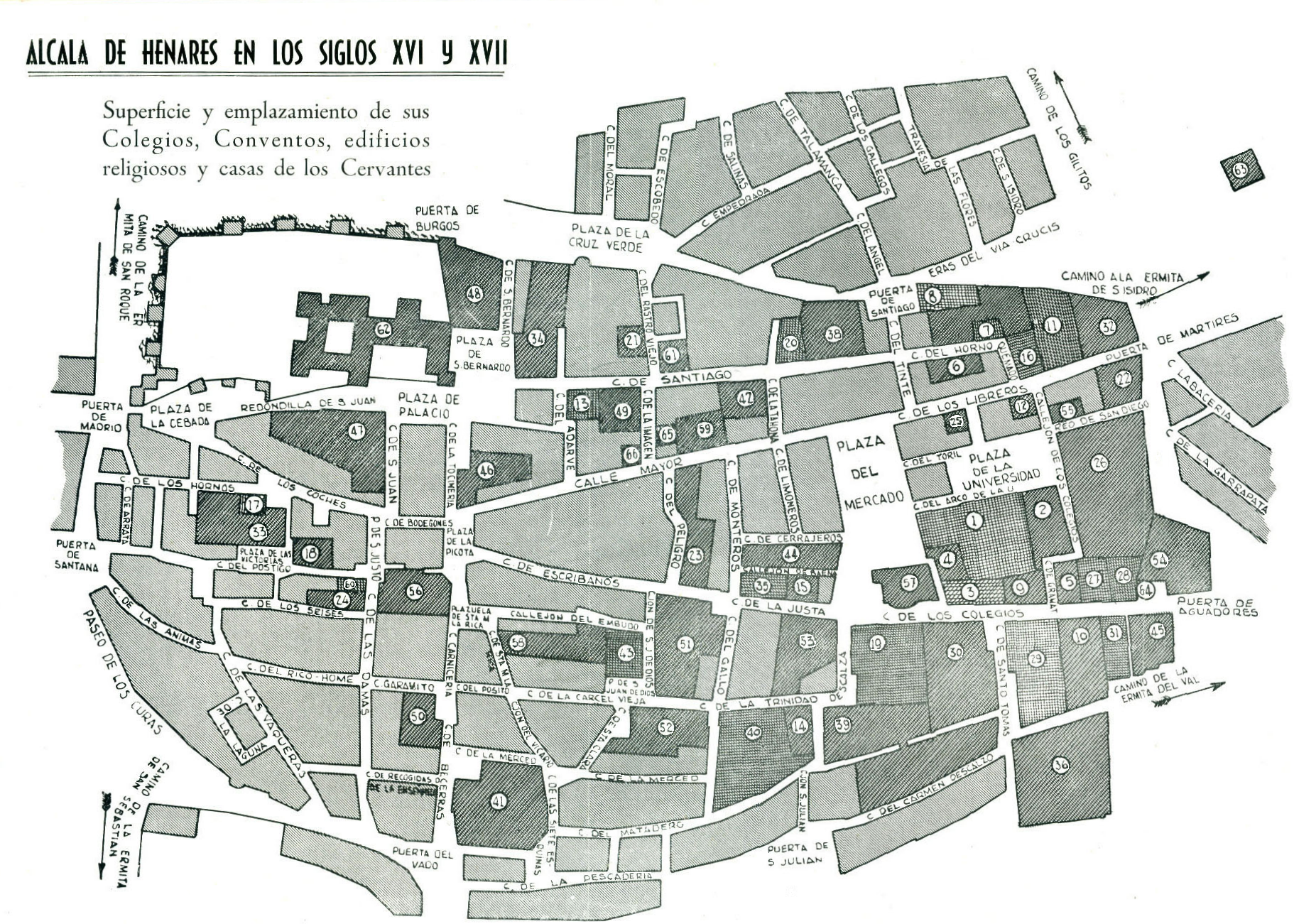
Distribución de los colegios de la Universidad de Alcalá, entre los siglos y, según Luis Astrana Marín.

La Universidad de Alcalá o Complutense se constituyó como una auténtica ciudad universitaria, al diseñarse ex profeso y construirse con numerosos edificios de nueva planta en la zona oriental de Alcalá de Henares. La mayoría de estas edificaciones fueron colegios universitarios, aunque también se levantaron otros para servicios auxiliares (carnicería, cárcel, capillas, imprentas, hospitales, etc). Cisneros dejó en herencia al Colegio Mayor de San Ildefonso los terrenos que le rodeaban. De ahí, que una gran parte de los colegios que se fundaron después, se instalaran cerca de la Universidad, alquilando los solares al Colegio Mayor.
Durante siglos XVI y XVII se fundaron, en torno al colegio mayor alcalaíno, cerca de cincuenta colegios menores que configuraron un singular recinto universitario. Según sus respectivos dueños les dieron diferente orientación: 13 "colegios cisnerianos", los fundados por el Cardenal Cisneros, destinados principalmente a estudiantes pobres; 18 "colegios-convento" que tuvieron carácter religioso; y 16 "colegios de las naciones" con un carácter secular. Cada colegio tenía su propia "constitución" (reglamento), pero todos se adscribieron a la jurisdicción de la Universidad Complutense mediante su sumisión al gobierno del rector del Colegio Mayor.
En la actualidad se conservan la mitad de estas edificaciones. Unas renovando su vida universitaria como facultades de la Universidad de Alcalá, otras adaptadas a nuevos usos, pero conservando elementos esenciales de su origen. En 1998, este conjunto formado por la "Universidad y Recinto Histórico de Alcalá de Henares" fue incluido por la UNESCO en su lista del Patrimonio Mundial.

### Ruta de las iglesias y capillas históricas

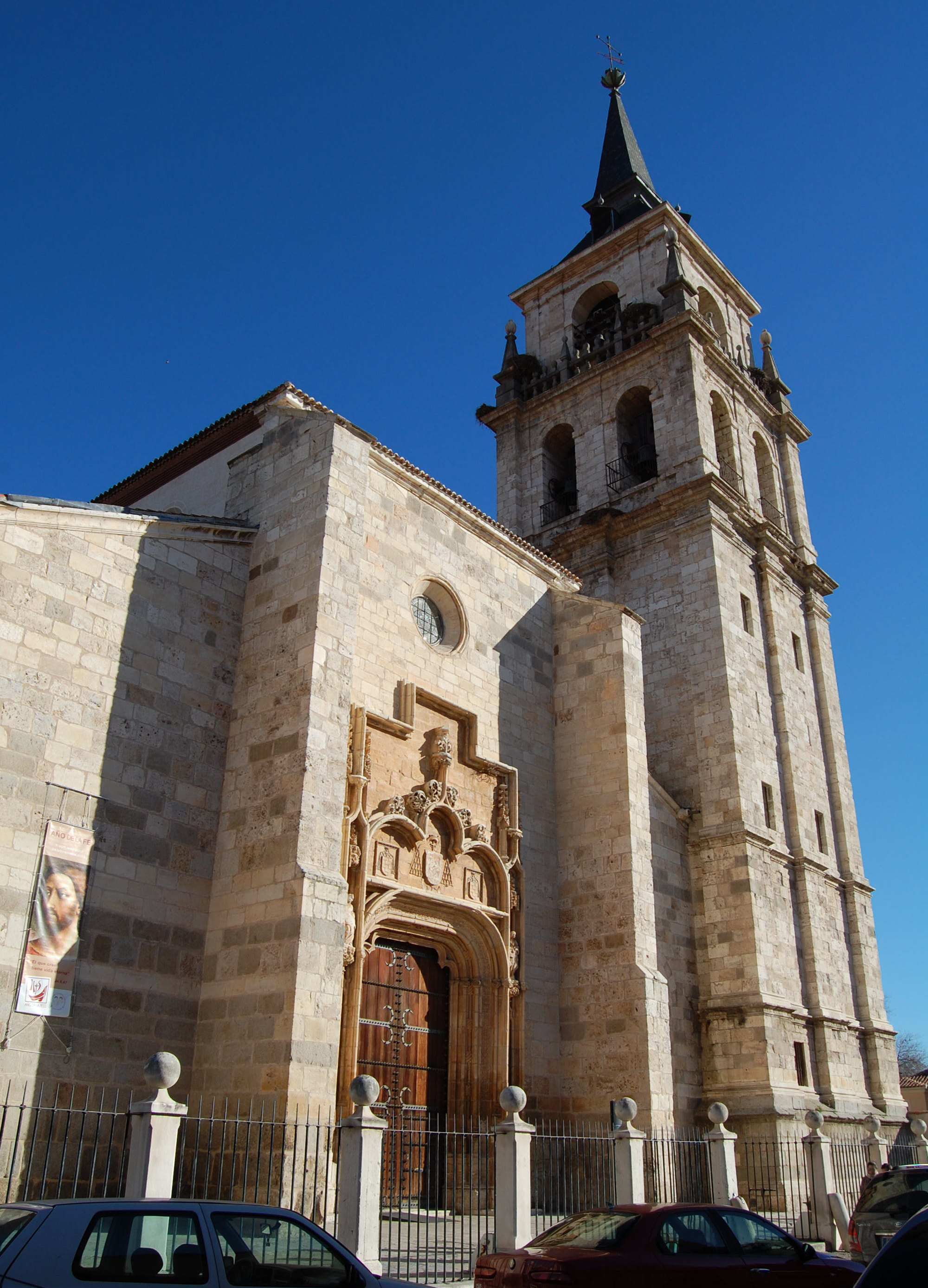
Catedral-Magistral de Alcalá de Henares.

Alcalá de Henares dispone de un amplio patrimonio cultural inmueble religioso compuesto de iglesias y, especialmente, de capillas en su casco histórico. Esta proliferación de capillas se debe a la instalación de numerosas órdenes religiosas masculinas, para crear colegios menores universitarios durante el Siglo de Oro; y las femeninas, como parte de sus conventos. Siendo la Catedral-Magistral el mayor de todos estos edificios y, en su configuración actual, tiene una antigüedad de 500 años, gracias a la remodelación que ordenó el Cardenal Cisneros. La mayoría de estos templos siguen prestando servicios religiosos, aunque dos se han trasformado en salas de exposiciones. 
- Catedral-Magistral
- Iglesia de Santa María
- Capilla de las Santas Formas
- Capilla de San Ildefonso
- Capilla del Convento de la Imagen
- Capilla del Convento de las Agustinas
- Capilla del Convento de las Catalinas
- Capilla del Convento de las Claras
- Capilla del Convento de las Juanas
- Capilla del Convento de las Úrsulas
- Capilla del Hospital de Antezana
- Capilla del Oidor
- Oratorio de San Felipe Neri

### Ruta de los palacios

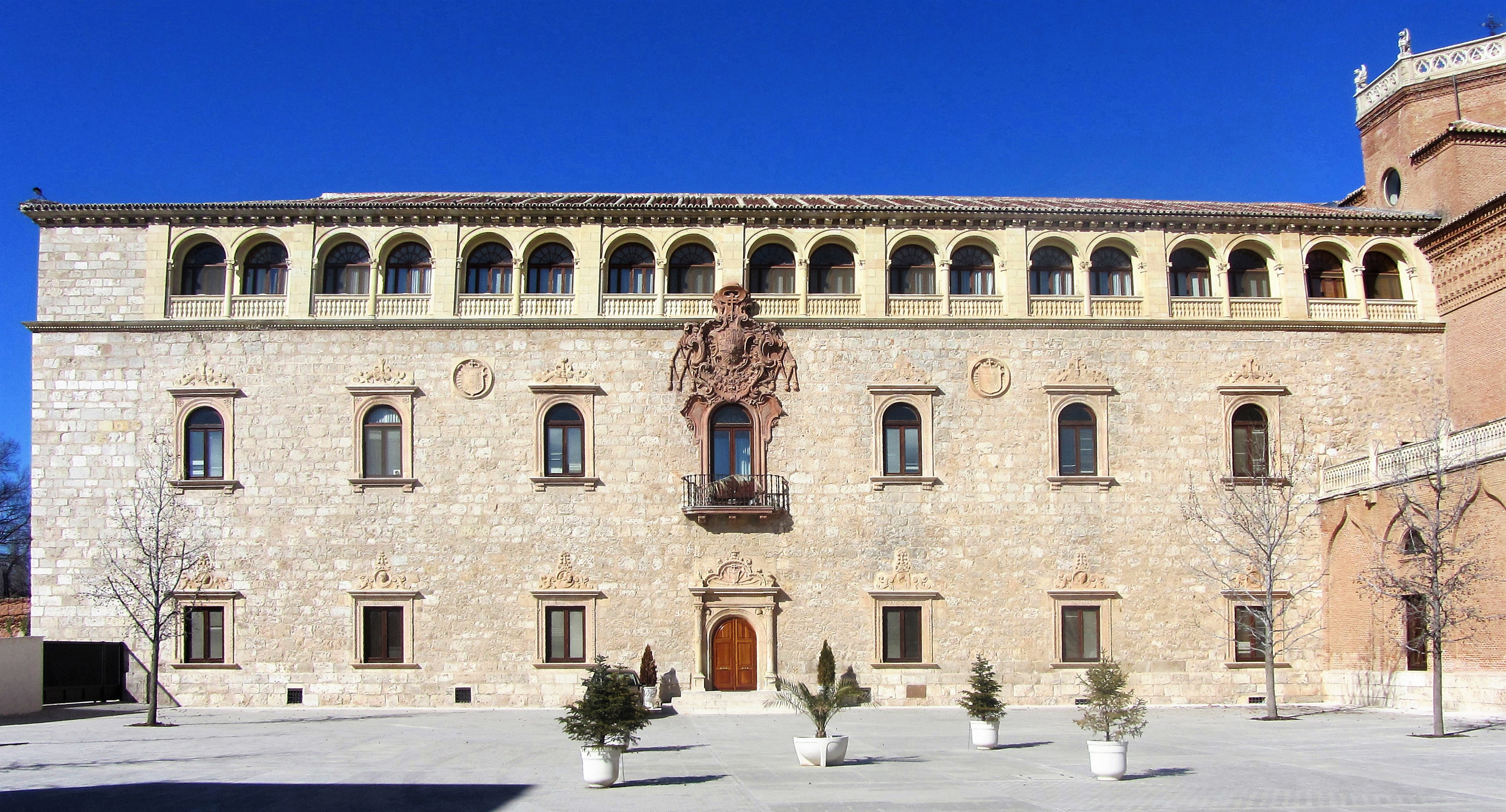
Fachada principal del Palacio arzobispal de Alcalá de Henares.

Alcalá de Henares llegó a tener numerosas casas solariegas a disposición de las familias más notables, en especial los Mendoza. Pero la cercana capitalidad de Madrid, y la supresión de la Universidad Complutense significó el abandono y deterioro de los edificios y la pérdida de patrimonio. Actualmente se conservan cuatro palacios (uno religioso y tres civiles). El más antiguo y mayor en dimensiones es el Palacio Arzobispal, que nació como palacio fortaleza de los arzobispos de Toledo. Tras su desamortización, desde 1858 fue la sede del Archivo General Central, hasta su incendio en agosto de 1939, que destruyo la mayor parte de sus instalaciones. Ha sido restaurado parcialmente y desde 1991 es la sede de la diócesis de Alcalá de Henares.
1. Palacio arzobispal de Alcalá de Henares
2. Palacio Laurent
3. Palacio de los Casado
4. Palacio Laredo

### Ruta de las plazas
Las plazas públicas son espacios urbanos abiertos que ofrecen muchas posibilidades. Sirven de encuentro social, cultural, religioso, deportivo o laboral, y las edificaciones que las rodean indican la época y estilo de vida de ese entorno. Al visitar las plazas de Alcalá, se observan estos matices que las hace diferentes entre sí, y permiten adentrarse en su historia y ambientes específicos. La mayor y principal es la plaza de Cervantes, situada en el centro del casco histórico, suele ser el punto de encuentro de la sociedad alcalaína.
1. Plaza de Cervantes
2. Plaza de los Irlandeses
3. Plaza de los Santos Niños
4. Plaza de la Victoria
5. Plaza de la Puerta de Madrid
6. Plaza de Palacio
7. Plaza del Padre Lecanda
8. Plaza de las Bernardas
9. Plaza de Atilano Casado
10. Plaza de San Lucas

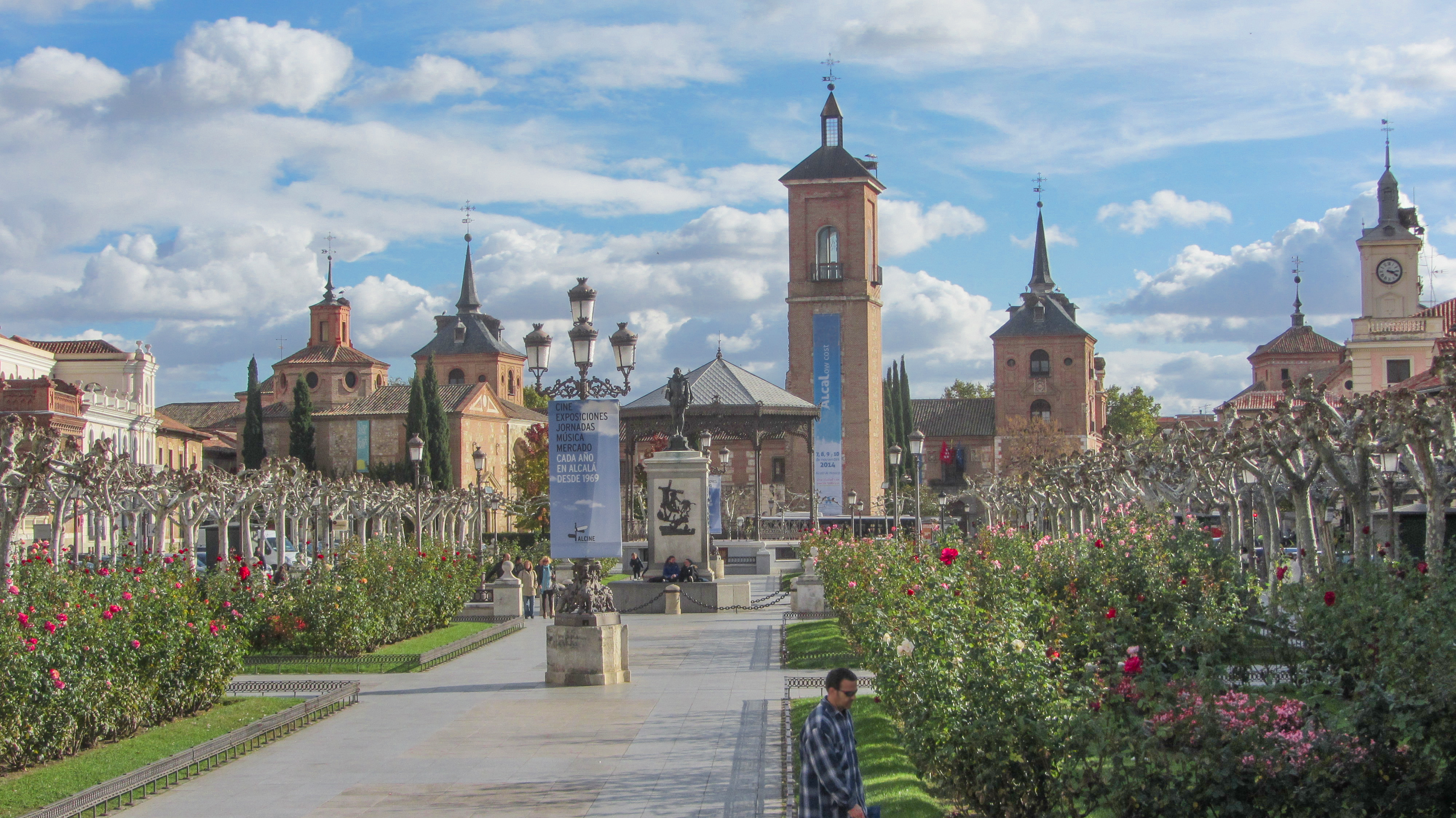
Plaza de Cervantes.

11. Plaza de los Cuatro Caños o de los Mártires
12. Plaza de San Diego

### Ruta arqueológica romana

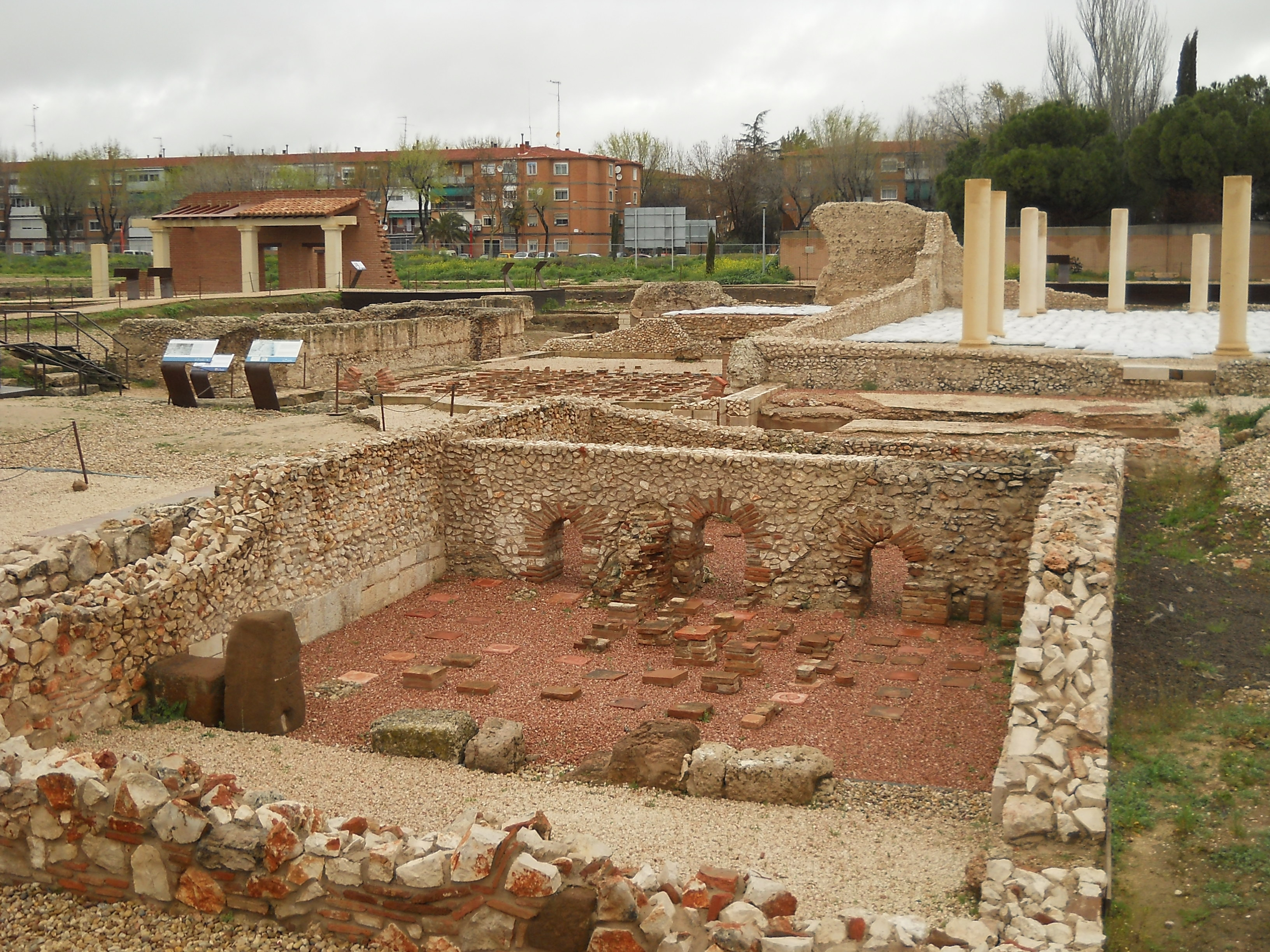
Termas de Complutum.

Es un recorrido por el antiguo foro monumental de la ciudad romana de Complutum, origen de la actual Alcalá de Henares. En el yacimiento arqueológico se contemplan restos de edificaciones como la fachada monumental, calles e infraestructuras hidráulicas, el Paredón del Milagro (fachada norte de la Curia y la Basílica), la Basílica civil, el mercado o las termas.
La Casa de Hippolytus fue descubierta en 1991 y abierta al público en 1999. Se trata de un edificio dedicado al ocio de las élites urbanas complutenses que fue construido a finales del siglo III d. C. Destaca el área termal, varias piscinas, un jardín de tipología oriental, una zona de culto dedicada a la diosa Diana y, sobre todo, un magnífico mosaico con una escena de pesca, realizado por el maestro Hippolytus, que da nombre a la casa. El conjunto arqueológico se complementa con cartelería adaptada a niños y adultos, maquetas, proyecciones audiovisuales y visitas guiadas.

## Campestres

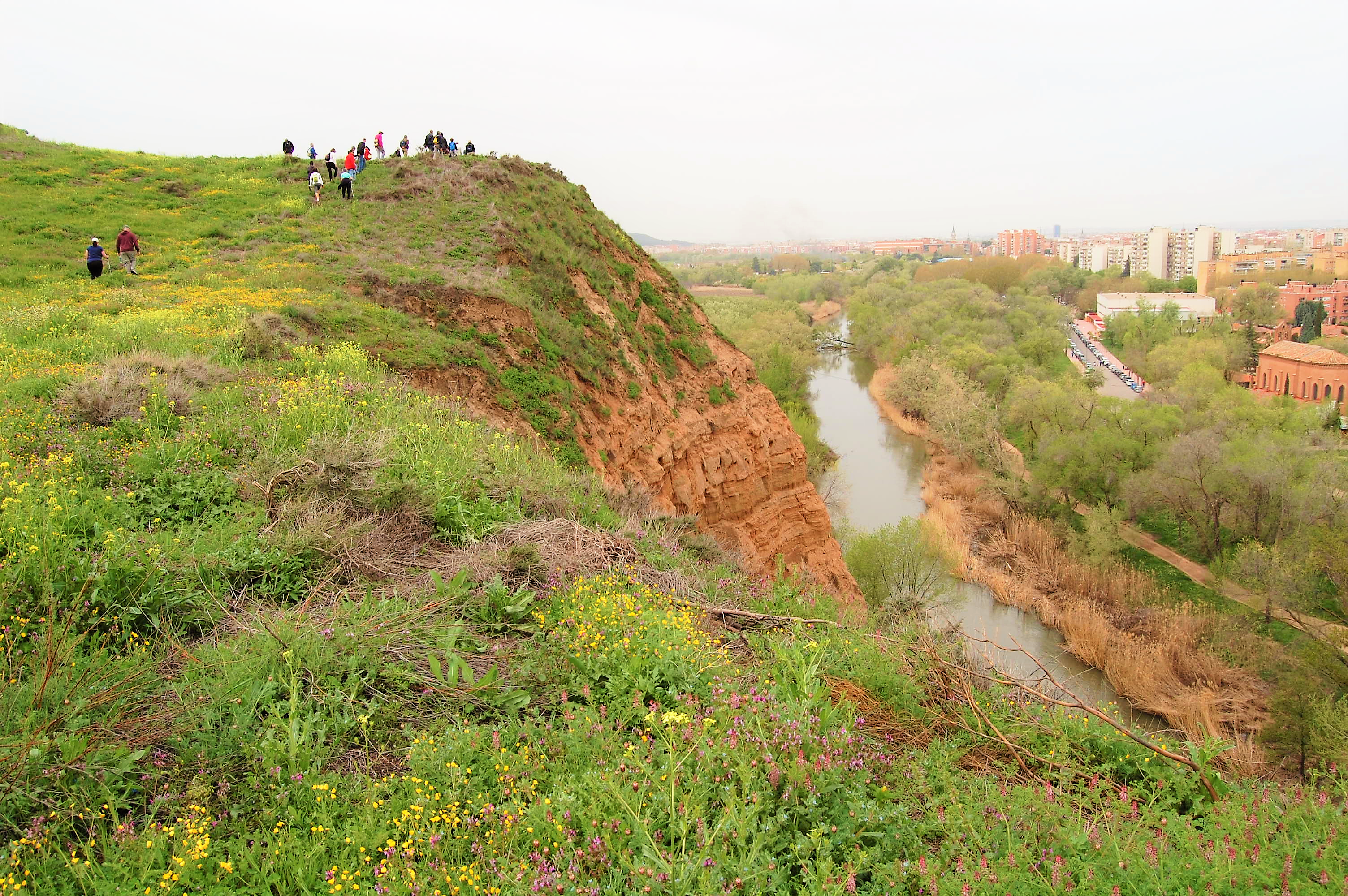
Ribera del Henares y un cortado de los Cerros de Alcalá.

El río Henares, zona de especial conservación, recorre sinuoso de este a oeste 23,76 km (16 km en línea recta) dentro del término municipal complutense. Ofrece un amplio abanico de posibilidades a los entusiastas de las actividades al aire libre. Alcalá dispone de rutas para los amantes de la naturaleza en el entorno del río Henares y los Cerros de Alcalá, favorecidas por un clima con más de 3.000 horas de sol al año, multiplica las ocasiones de disfrutar de un medioambiente singular.
El río Henares delimita la Alcarria de Alcalá, situada en su margen izquierda (sur), donde aparece la unidad morfológica de "Los Cerros", presentando cortados verticales (farallones) de gran importancia para el anidamiento de rapaces. Y en su margen derecha (norte) se descubre la Campiña del Henares, estepa cerealista sobre las distintas terrazas fluviales, que presenta un relieve suave con ligera pendiente hacia el suroeste; dispone de suelos fértiles y agua en abundancia, que favorecieron los asentamientos humanos y la construcción de elementos para la agricultura: azud, caz, molinos, etc.

### Corredor Ecofluvial del río Henares
El Corredor Ecofluvial del Henares, a su paso por Alcalá, es un espacio medioambiental protegido por su valor ecológico. Desde 2006 como "Lugar de Importancia Comunitaria" y, desde 2011, forma parte de la "Zona de Especial Conservación de las Cuencas de los ríos Jarama y Henares" en la Lista Mediterránea de la Red Natura 2000, con el código ES3110001. Esto supone un régimen de máxima protección para los cien metros a ambos márgenes de estos dos ríos. Esta zona se caracteriza por un clima mediterráneo semiárido (precipitaciones medias anuales de 350-400 mm) y un largo periodo de sequía estival. Presenta vegetación de ribera bien conservada formando bosques de galería de sauces y chopos, y bosques de ribera con fresnos; además de fauna asociada (barbos, carpas, bogas de río, patos, martín pescador, carricero común y culebra viperina, entre otros).

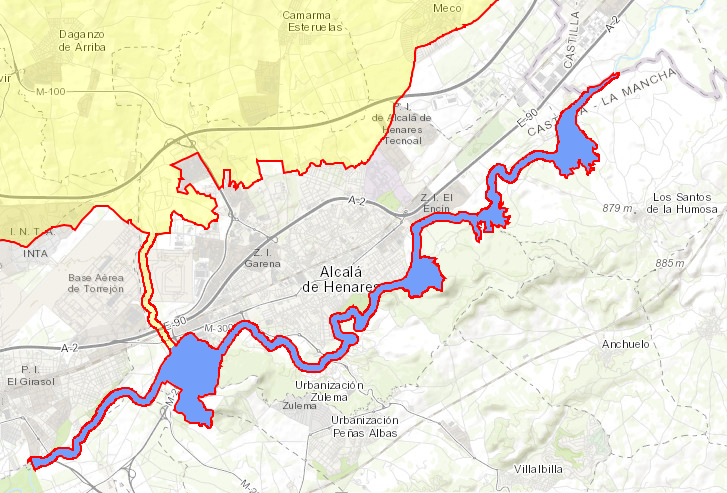
Zona de Especial Conservación del río Henares.

Es posible recorrer más de 11 km bordeando el margen norte del río Henares, desde el puente peatonal del Zulema hasta la finca de El Encín. Es una ruta de dificultad baja, que se puede realizar caminando, corriendo o en bicicleta. El trayecto cuenta con paneles explicativos sobre la flora y la fauna del entorno.
Además hay visitas guiadas, que caminando duran unas 2,5 horas, con el siguiente itinerario de 3 km de longitud de ida y vuelta:
1. Parque de la Juventud
2. Molino del Colegio o Borgoñón
3. Pontón de entrada al caz de Cayo
4. Álamo blanco
5. Antiguo merendero, trasera de la Ciudad Deportiva Municipal El Val
6. Farallones o cortados sobre el río.

### Parque de los Cerros de Alcalá
En el año 2000 el Parque de los Cerros de Alcalá de Henares fue declarado Monte de Utilidad Pública, con el número 180 del Catálogo de la Comunidad de Madrid. Tiene una superficie total de 806,80 ha. y un perímetro de 18.923 m. Es el pulmón verde de la ciudad y su más extenso paraje natural. Presenta varios hábitats: bosque mediterráneo y de ribera, baldío, cortados, laderas y vaguadas. En él, durante todo el año, se desarrolla un amplio calendario de actividades de educación ambiental para recorrerlo a pie o en bicicleta. Dispone de un aparcamiento en su entrada y, a 500 metros de esta, un Aula de la Naturaleza. En su interior se disponen cuatro rutas señalizadas:

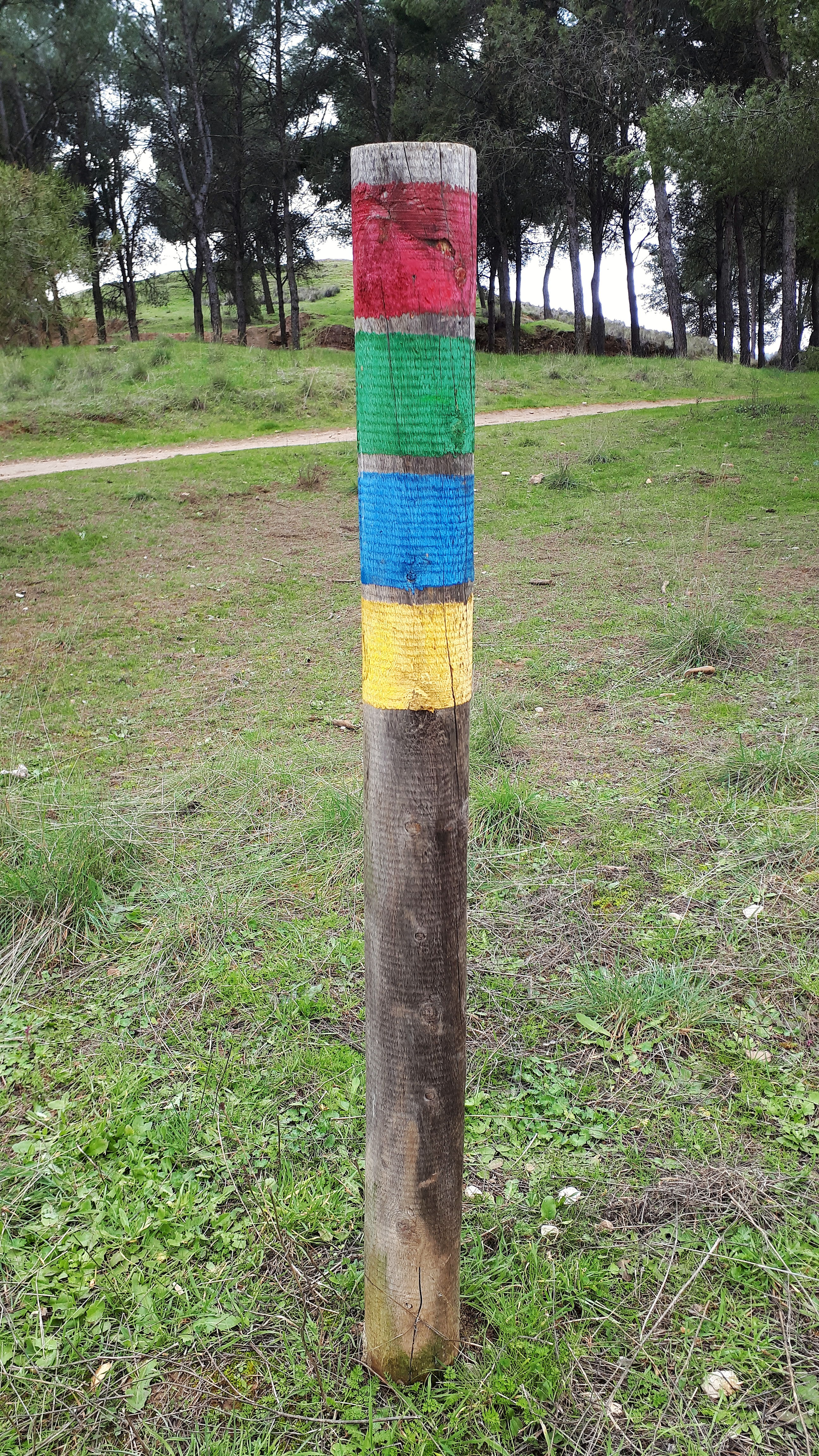
Poste indicador por colores de las 4 rutas en el Parque de los Cerros.

- Ruta de los Tarayes

Ruta circular de 2,5 km, completamente llana. señalizada en color rojo.
Ideal para ir con niños y mostrarles los cortados arcillosos y los numerosos Tamarix que la bordean. Esta sencilla ruta permite conocer ambientes naturales y antropizados del parque; como la recuperación de un antiguo vertedero, el río Henares, las vaguadas y cortados, los pinares y tarayales característicos de esta parte del parque.
- Ruta de la Puerta Verde

Ruta circular de 5,2 km, marcada en color verde.
Coincidiendo en su inicio y su final con la ruta de los tarayes, esta senda se adentra en los pinares de repoblación entre los que se avista una interesante avifauna. Hay una gran variedad de plantas y, en la zona más elevada de esta ruta, atraviesa los pinares más cerrados y elevados del parque, en un ambiente de gran tranquilidad. Por su trazado, este sendero no es aconsejable para ciclistas.
- Ruta del Castillo árabe de Alcalá la Vieja

Ruta de ida y vuelta. Con un recorrido total de 8 km y 200 m de desnivel. En azul.
La ruta inicia en el camino de las Repoblaciones, en el que observar la recuperación del bosque mixto mediterráneo. El sendero toma el camino de la Alvega, entre vegetación de ribera, y bordea el cerro Malvecino de 693 m s. n. m. Para finalizar en los restos arqueológicos de la fortaleza de Qal’at Abd-Salam, construida a mediados del siglo IX, como parte del sistema defensivo de Toledo. Es un lugar privilegiado para contemplar la belleza de la vegetación ribereña. Desde lo alto de las ruinas árabes se divisa la ciudad complutense al otro lado del río Henares, y parajes pintorescos del parque como el monte de la Tortuga, el Malvecino o el Ecce Homo.
- Ruta del Ecce-Homo

Itinerario de ida y vuelta de 10 km en total, señalizada en amarillo.
Desde el camino de los Catalanes, entre pinares, se enlaza con el barranco de la Zarza y la senda asciende hasta finalizar en el cerro Ecce-Homo o de la Vera Cruz, de 835,5 m s. n. m. En su base se ubica la Cueva de los Gigantones o del Champiñón. Se cuenta que, el 3 de mayo de 1118, apareció en lo alto del cerro una cruz luminosa que animó a los cristianos a realizar el asalto definitivo a la conquista de Qal´at´Abd-Salam. Desde lo alto del Ecce-Homo se disfruta de un amplio paisaje, que abarca desde la Sierra de Guadarrama a la de Ayllón, así como las ciudades de Madrid, Daganzo de Arriba, Camarma de Esteruelas, Alcalá de Henares, Meco, Azuqueca de Henares y Guadalajara.

### Vías pecuarias

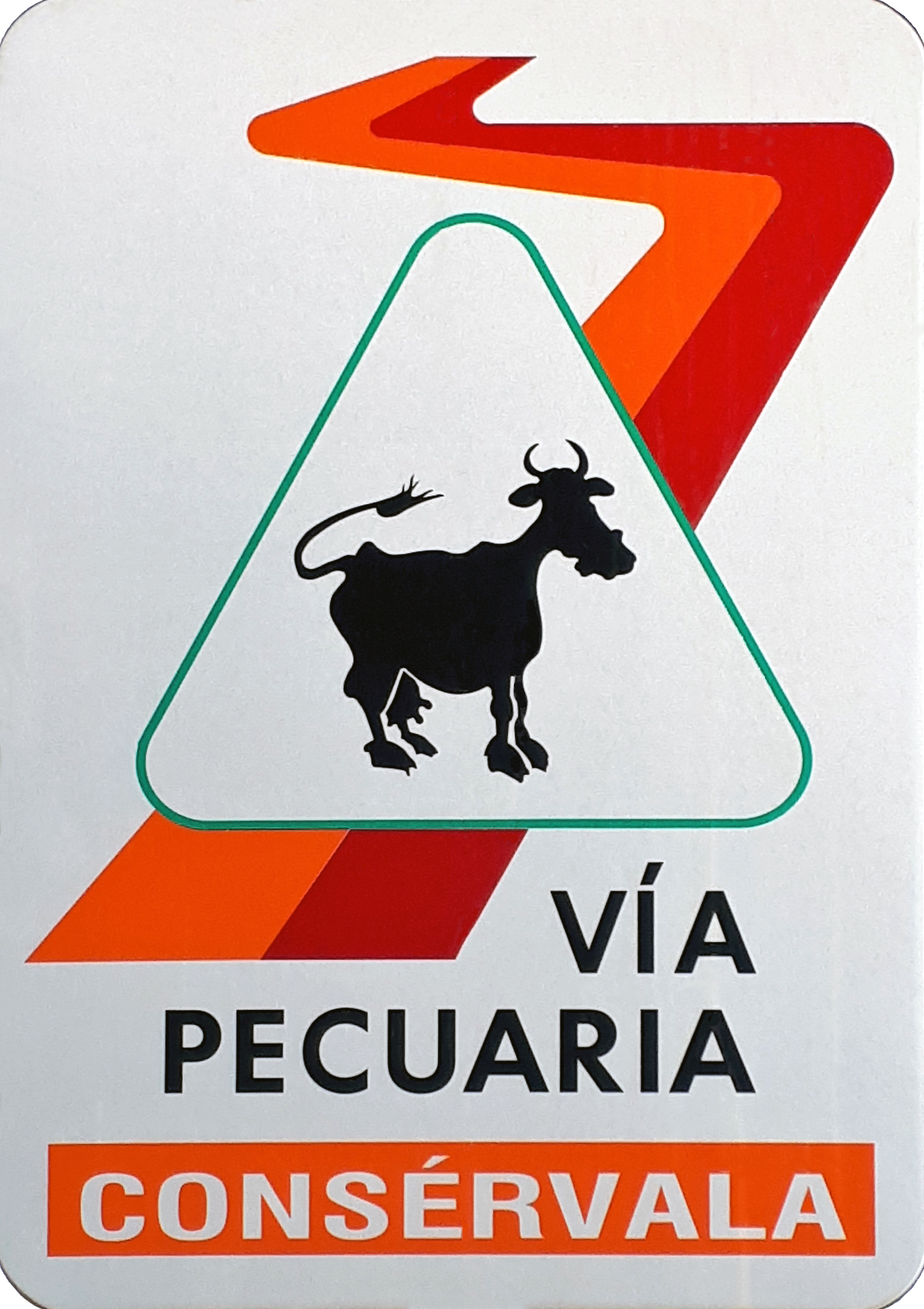
Cartel de vía pecuaria en Alcalá de Henares.

"Las vías pecuarias son las rutas o itinerarios por donde discurre o ha venido discurriendo tradicionalmente el tránsito ganadero." 
Hay dos tipos: las destinadas a la trashumancia de ganado; que se clasifican según su anchura en cañadas (hasta 75 m) cordeles (hasta 37,5 m) veredas (hasta 20 m) y coladas (cualquier vía pecuaria de menor anchura que las anteriores). Y las asociadas a las paradas de los rebaños en sus desplazamientos; que se clasifican en descansaderos (ensanchamientos de las vías pecuarias destinados al reposo de animales y pastores) abrevaderos (pilones, arroyos o remansos de ríos donde el ganado bebía) y majadas (áreas donde se pasaba la noche, cobijándose en chozos o cabañas los pastores y el ganado recogido). Alcalá de Henares dispone de una red de vías pecuarias de unos 45 kilómetros de longitud. La principal es la Cañada Real Galiana o Riojana, que va desde La Rioja hasta Ciudad Real, y es una de las cuatro cañadas que atraviesan la Comunidad de Madrid de norte a sur, junto con la Cañada Real Soriana Oriental, la Cañada Real Segoviana y la Cañada Real Leonesa Oriental. Todas ellas son Bienes de Dominio Público de titularidad autonómica. Actualmente han perdido su uso original, y se han convertido en zonas de esparcimiento que sirven para practicar deporte, conocer la naturaleza y, en general, desarrollar actividades al aire libre para personas de cualquier edad.

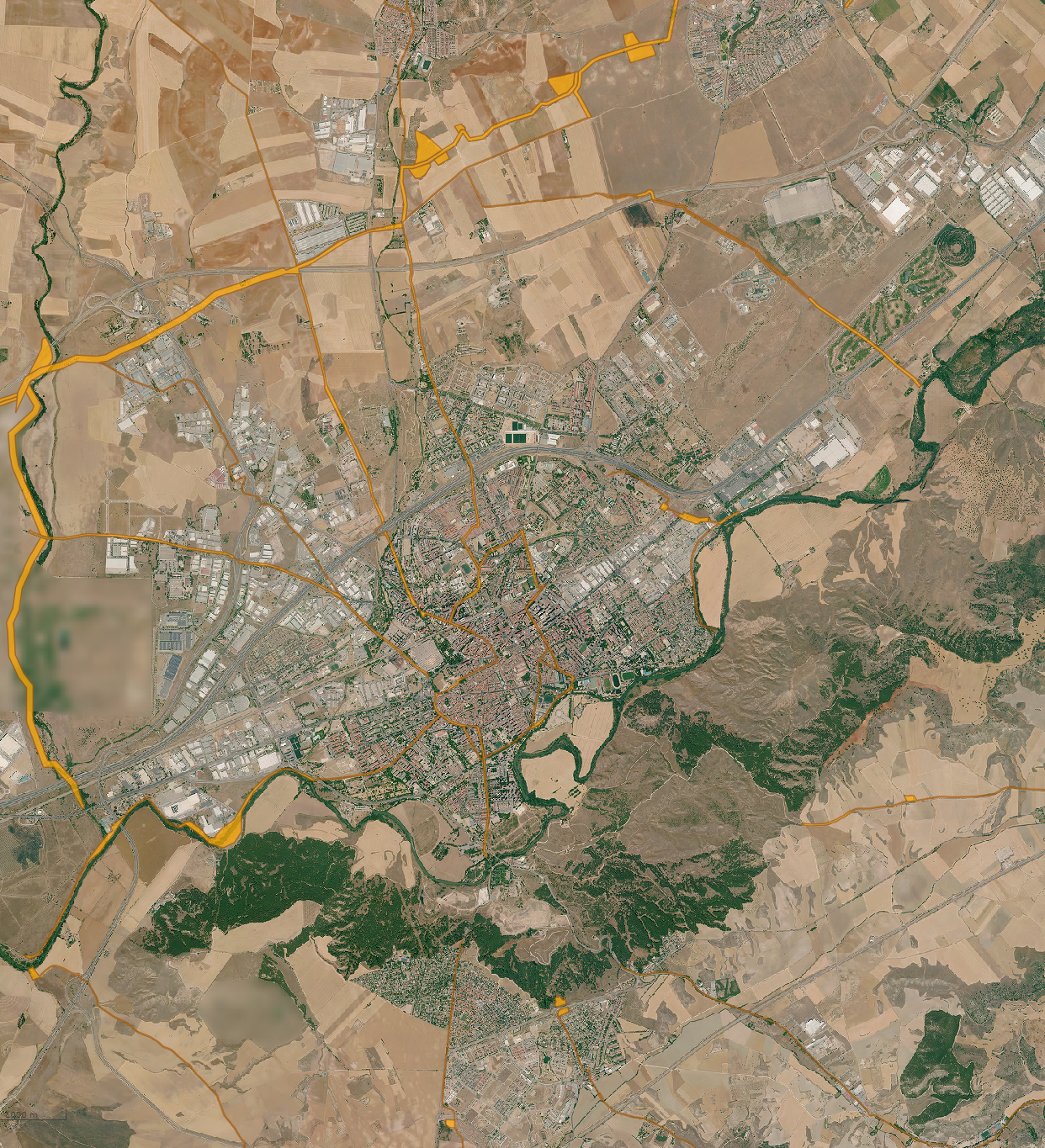
Mapa de las vías pecuarias en Alcalá de Henares, resaltadas en color amarillo.

| Denominación                          | Longitud | Anchura  | Código  |
| ------------------------------------- | -------- | -------- | ------- |
| Cañada Real Galiana                   | 5 km     | 75,22 m  | 2800501 |
| Cañada del Listón                     | 4,2 km   | 33,43 m  | 2800502 |
| Colada de Villamalea                  | 1,5 km   | 10 m     | 2800503 |
| Colada de Esgaravitas                 | 1,5 km   | 10 m     | 2800504 |
| Vereda del Camino de Ajalvir          | 5,05 km  | 20,89 m  | 2800505 |
| Vereda del Puente de Zulema a Camarma | 0,6 km   | 20,89 m  | 2800506 |
| Colada de Teatinos                    | 2,5 km   | variable | 2800507 |
| Colada de las Eras de San Isidro      | 1 km     | variable | 2800508 |
| Colada de Lavapellejos                | 7,5 km   | variable | 2800509 |
| Colada de Montesinos                  | 3 km     | variable | 2800510 |
| Cordel de Talamanca                   | 4,95 km  | 37,61 m  | 2800511 |
| Cañada del Torote                     | 2,1 km   | 75,22 m  | 2800512 |
| Cañada de Castil de Lobos             |          |          | 2800513 |
| Descansadero de Montesinos            |          |          | 280050A |
| Descansadero de Esgaravitas           |          |          | 280050C |

### Real Jardín Botánico Juan Carlos I
El Real Jardín Botánico Juan Carlos I, situado en el campus externo de la Universidad de Alcalá, cuenta con el mayor recinto con plantas vivas de España por superficie, y uno de los primeros por su diversidad y riqueza de sus colecciones de vegetales, con casi 8.000 especies diferentes ordenadas y documentadas. Sus objetivos principales son la investigación científica, la conservación de la flora, la divulgación botánica y medioambiental, y el establecimiento de un espacio de recreo y acercamiento a la naturaleza. Para lo que dispone de viveros, jardín taxonómico, orquidearium, parque de flora regional y parque de la Mediterraneidad, así como jardines tacto-olfativos, entre otros elementos.
El Jardín Botánico trabaja en la conservación de especies silvestres de la flora más próxima (Madrid y provincias limítrofes) con especial dedicación a las amenazadas y a las más vulnerables, contando con un Banco de Semillas con 15.000 muestras selladas y conservadas en frío a largo plazo (mayor de 100 años) de 5.900 especies diferentes. Además, ha atraído a importantes poblaciones de la fauna silvestre del entorno. El recinto se ha constituido en un lugar de esparcimiento y ocio, con valores paisajísticos destacados, zonas arboladas, colecciones de plantas singulares, invernaderos, etc. que permiten al visitante aislarse del medio urbano y disfrutar la naturaleza.
El Jardín ofrece, el último viernes de cada mes, un paseo guiado por un monitor para grupos de 10 personas, con una duración aproximada de 2 horas; proporcionando una visión general del jardín, con explicación de las zonas, las plantaciones o las novedades de mayor interés durante el mes en que se realiza. Además, es un entorno tranquilo, diseñado para recorrerlo libremente, paseando o corriendo, con cuatro propuestas de itinerarios:

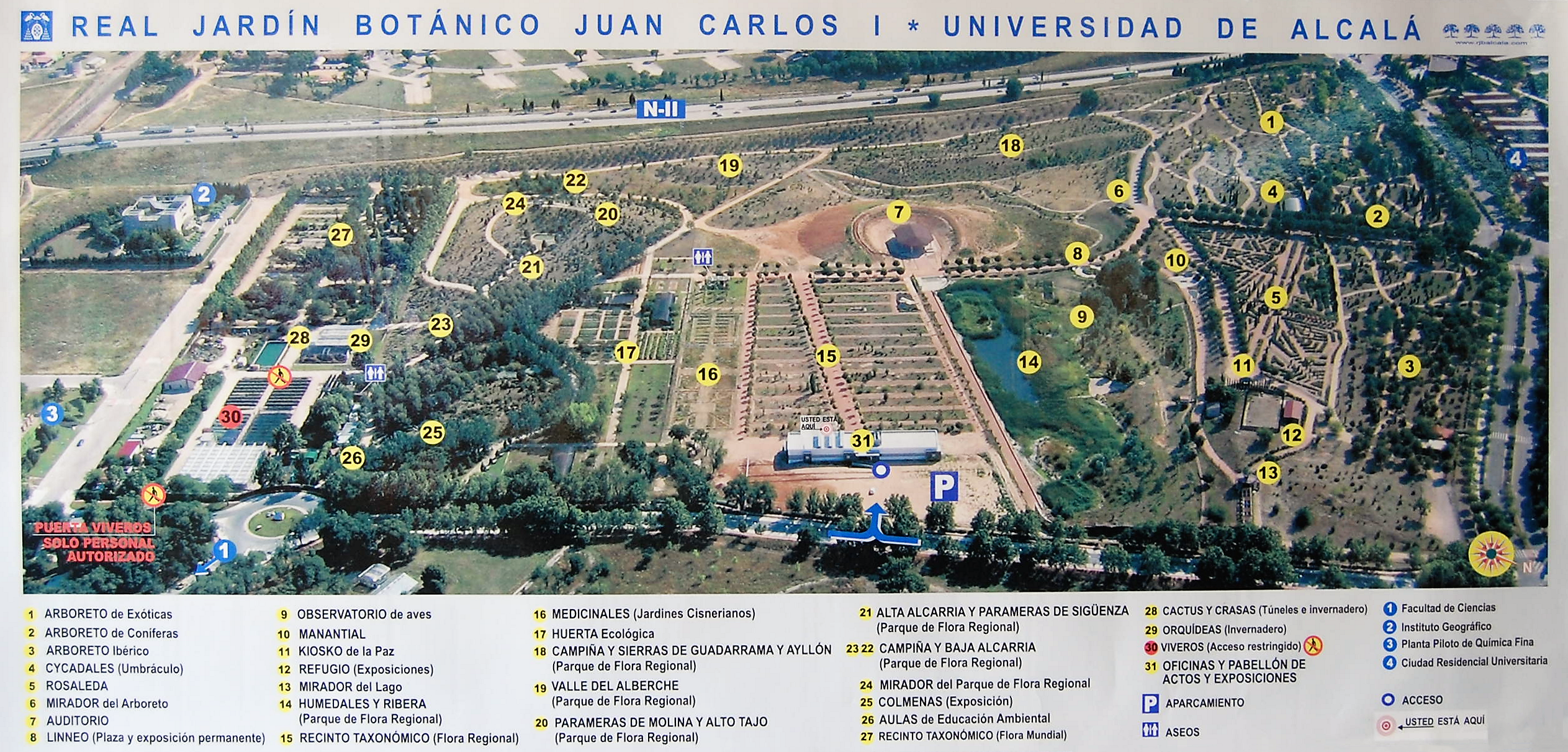
Plano general del Real Jardín Botánico Juan Carlos I, situado en el Campus Científico-Tecnológico de la Universidad de Alcalá.

- Recorrido general:

Distancia 3,75 km; duración estimada 90 minutos.
- Plantas de El Quijote:

Distancia: 2,83 km; duración estimada 60 minutos.
- Cardio:

Distancia: 4,6 km; duración estimada: variable.
- Ruta del cambio climático:

Distancia: 1,75 km (+1,5 km hasta el inicio y el regreso); duración estimada: 120 minutos.

### Camino de Santiago Complutense
El Camino de Santiago de Alcalá de Henares es una ruta jacobea que sirve para llegar a Santiago de Compostela partiendo desde la ciudad  complutense. Conduce desde Alcalá hasta Segovia, a lo largo de 127 km, en nueve etapas:

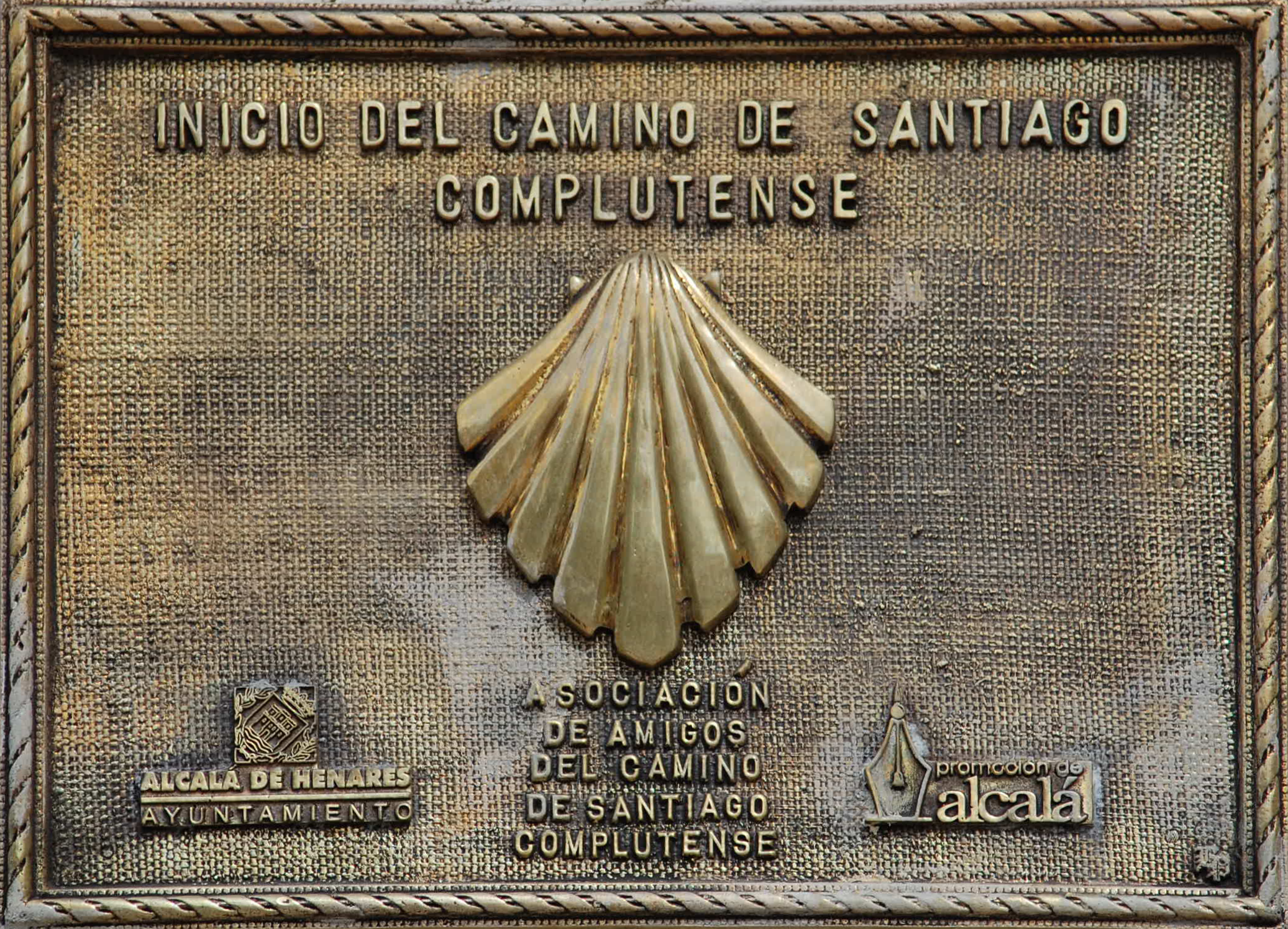
Placa en la Catedral de Alcalá, marcando el inicio del Camino de Santiago Complutense.

1. Alcalá de Henares - Camarma de Esteruelas. Son 8 km, de los cuales 3,5 km transcurren por la ciudad de Alcalá de Henares.
2. Camarma de Esteruelas - Fresno de Torote - Valdeolmos. Etapa de aproximadamente 13 km.
3. Valdeolmos – Valdetorres de Jarama – Talamanca del Jarama. Recorrido de 14 km.
4. Talamanca del Jarama – Torrelaguna. 11 km de distancia.
5. Torrelaguna – Cabanillas de la Sierra. Recorrido de 12 km.
6. Cabanillas de la Sierra – Miraflores de la Sierra. Recorrido de 12 km.
7. Miraflores de la Sierra – Rascafría. Recorrido de 22 km.
8. Rascafría – La Granja de San Ildefonso. Por el puerto del Reventón. Recorrido 24 km.
9. La Granja de San Ildefonso - Segovia. Recorrido 11 km.

Para continuar por la Ruta Jacobea Madrileña hasta Sahagún y, desde allí, unirse al llamado Camino de Santiago francés. En total son 628 km. En 2012 el Ayuntamiento de Alcalá de Henares instaló una serie de conchas indicativas del recorrido, desde la Catedral-Magistral hasta la salida del centro histórico.

### Rutas por la Comarca de Alcalá
La Comarca de Alcalá o Computense es un territorio que políticamente tiene sus inicios en 1135, al otorgar el arzobispo don Raimundo el Fuero Viejo, constituyendo la "Comunidad de villa y tierra de Alcalá de Henares" vinculada al señorío de la mitra toledana. En el Fuero se detallaban las 25 villas prelaticias del Alfoz Complutense. Además, geográficamente esta comarca abarca dos espacios naturales separados por el río Henares, al sur la Alcarria alcalaína y al norte la Campiña del Henares.

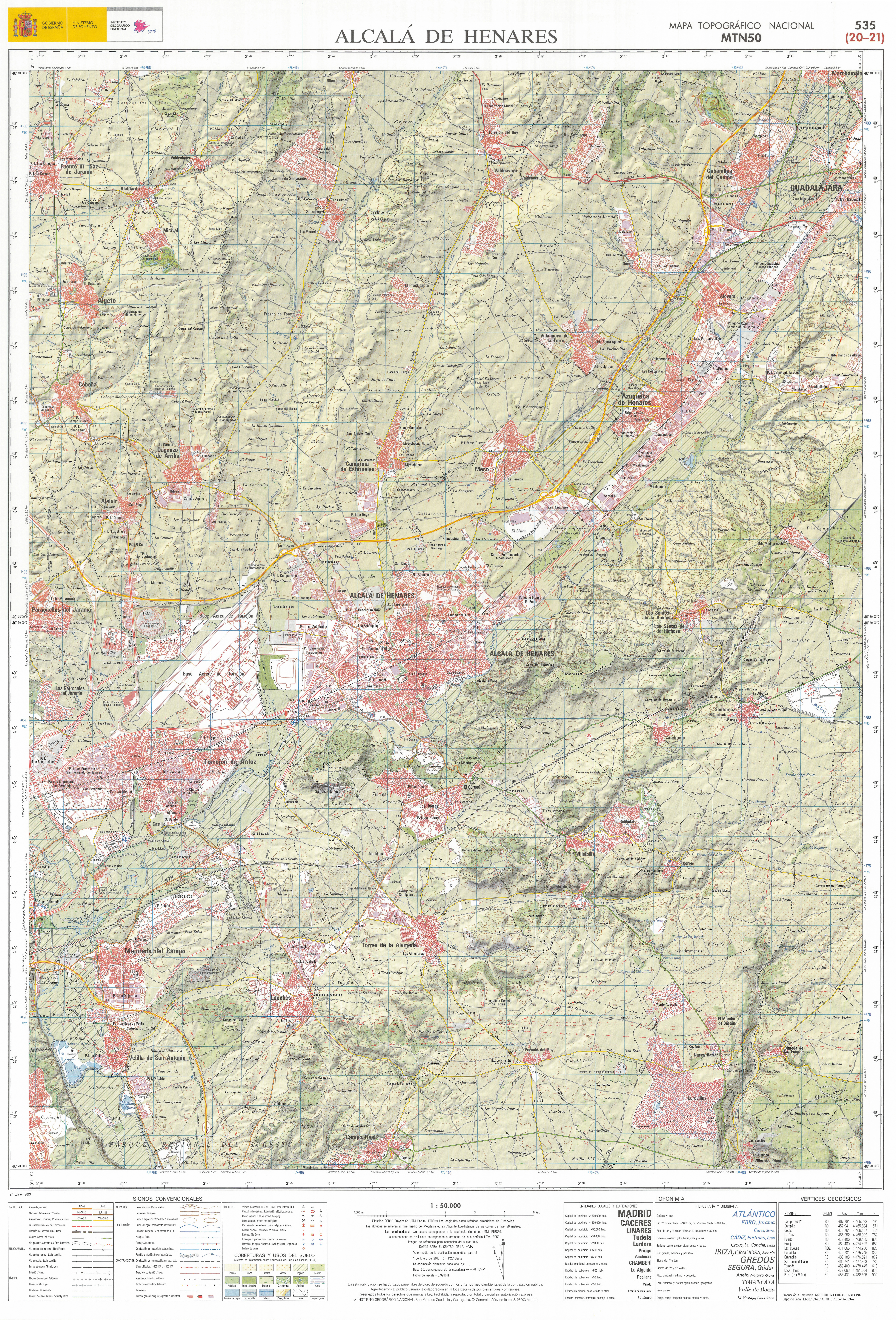
Mapa de la Comarca de Alcalá de Henares (Instituto Geográfico Nacional, 2013)

#### De Alcalá a Anchuelo
Recorrido de 9,5 km repartido, a la mitad, entre el Parque de los Cerros y el llano cerealista de Anchuelo. Es de mediana dificultad.
Partiendo del aparcamiento del Parque de los Cerros se sigue la senda, durante 0.5 km, hasta el Aula de Naturaleza. Se continua por el camino de los Catalanes hacia el este, durante 2,5 km, alcanzando el camino de la Barca y, siguiendo hacia el sur, durante 3,7 km, para prolongar el recorrido por la calle de Alcalá durante 2 km. Se gira hacia la derecha por el camino del Cañaveral, por el que se pasa por debajo de las  vías del tren de alta velocidad de Madrid-Barcelona, durante 500 m; continuando los últimos 300 m por la carretera de Pastrana, hasta la plaza de la Constitución y, finalmente, alcanzar la plaza Mayor de Anchuelo.

#### De Alcalá a Camarma de Esteruelas
Recorrido de ida y vuelta de 8 km en total, de baja dificultad, por la campiña cerealista de Camarma de Esteruelas.
Partiendo del barrio de Espartales Norte, se toma el "camino del Prado Carnicero" en sentido norte. Al 1,5 km hay que pasar el puente sobre la Autopista Radial 2, el asfalto finalizará 500 m después. Ya por el camino de tierra, se sigue todo recto en sentido norte, que se renombrará como "camino de Alcalá" 0.5 km después (en el cruce con el "camino del Pendón", paraje conocido como "Descansadero 1") en el término municipal de Camarma. Continuar 1,5 km más, hasta llegar al pueblo y alcanzar el arroyo Camarmilla. Se puede visitar la Iglesia de San Pedro Apóstol. Tras un descanso, se vuelve por el mismo recorrido. Como alternativa, se puede regresar por el "camino del Molino", con una distancia similar.

#### De Alcalá a Los Santos de la Humosa
Recorrido de ida y vuelta de 16 km en total, de mediana dificultad, por la ribera del río Henares y el páramo de Los Santos de la Humosa.
Partiendo de la Estación de Alcalá de Henares Universidad sentido sur, atravesar la autovía del Nordeste (A2) por el paso subterráneo, superando los centros comerciales para alcanzar el "camino de los Afligidos" tras 1 km de distancia. Seguir esta carretera asfaltada en sentido este, durante 2 km, hasta alcanzar el "puente azul" sobre el río Henares; al cruzarlo entramos en el término municipal de Los Santos de la Humosa. Al poco, el camino se hace de tierra, siguiendo consecutivamente la calle del Corredor de la Sierra, la calle Capitán Francisco Fuentes y la calle del Casino durante 4.5 km, la guía es el propio pueblo, al visualizarlo siempre en lo alto del recorrido. Desde el río Henares hasta Los Santos de la Humosa hay un desnivel gradual de 300 m, con zonas de cuesta pronunciadas. Vale la pena callejear durante 600 m, para subir hasta la iglesia de San Pedro, por alcanzar un mirador natural que permite contemplar todo el Corredor del Henares (desde Madrid hasta Guadalajara) y las sierras de Guadarrama y de Ayllón. Tras recuperar fuerzas, se regresa por el mismo itinerario.

#### De Alcalá a Meco
Recorrido de ida y vuelta de 14 km en total, de baja dificultad, por la campiña cerealista de Camarma y Meco.
Partiendo del barrio de Espartales Norte, se toma el "camino del Prado Carnicero" en sentido norte. Al 1,5 km hay que pasar el puente sobre la Autopista Radial 2, el asfalto finalizará 500 m después. Ya por el camino de tierra se sigue otro 0.5 km todo recto en sentido norte, en el cruce con el "camino del Pendón" (paraje conocido como "Descansadero 1") girar hacia el este, continuando todo recto durante 3 km hasta llegar al municipio de Meco. Dentro del pueblo, callejear durante 1,5 km más, hasta llegar a la plaza de la Constitución, donde se ubica la  iglesia de Ntra Sra de la Asunción. Tras un descanso y refrigerio, se regresa por el mismo recorrido.

#### De Alcalá a la Laguna de Meco
La Laguna de Meco se asienta en la segunda terraza del río Henares, al suroeste del término municipal de Meco. Su origen es artificial, como consecuencia de la extracción de grava para las obras de una autopista de peaje y el desarrollo urbanístico de polígonos industriales contiguos a la zona. Así se formó este humedal con gran biodiversidad vegetal y animal. En este espacio se encuentran más de cien especies diferentes de aves (fumarel, chorlito gris, correlimos, chorlitejo, avoceta, entre otros) así como mamíferos, reptiles, anfibios y mariposas, algunas de ellas bajo algún tipo de protección.
Recorrido de ida y vuelta de 7 km en total, de baja dificultad, por el campus externo de la Universidad de Alcalá y el páramo de Meco.
Partiendo de la Estación de Alcalá de Henares Universidad sentido norte por la calle Espada (también se puede ir hacia el este por la calle El Escorial) para dirigirse hacia los centros penitenciarios de Alcalá-Meco, bordeándolos hacia el este hasta llegar a la laguna de Meco, que se puede contemplar desde su lateral sur. Regresando por el mismo camino.

#### De Alcalá al Cerro del Viso
El cerro del Viso o de San Juan del Viso o Zulema es un cerro testigo de la Comunidad de Madrid, a 784 m s. n. m. Situado al suroeste de la ciudad de Alcalá de Henares, forma parte de los Cerros de Alcalá, dentro de la comarca natural de la Alcarria. Presenta una cima plana y laderas pronunciadas, con un desnivel de 200 m sobre el terreno circundante. Es un mirador natural que permite contemplar todo el Corredor del Henares (desde Madrid hasta Guadalajara) y las sierras de Guadarrama y de Ayllón.

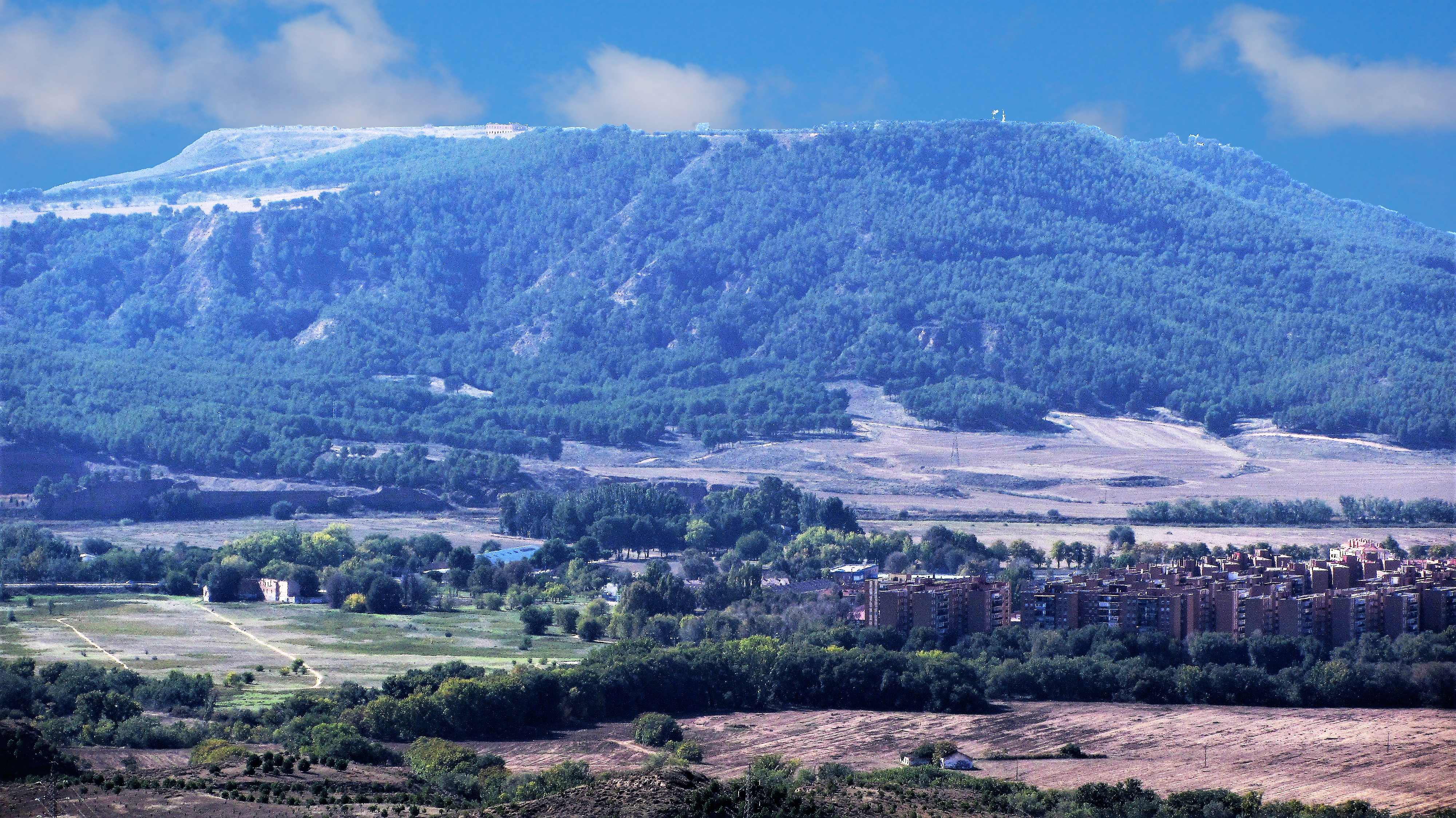
Cerro del Viso

- Ruta en bicicleta por el monte Gurugú:

Recorrido de ida y vuelta de 21 km en total, de gran dificultad, por la Alcarria de Alcalá.
Partiendo desde el puente del Zulema en la M-300, ir hacia el sur hasta subir al monte Gurugú, recorriendo 2,5 km con gran pendiente y curvas. Continuar en dirección hacia Loeches otros 2,5 km, en llano, y 200 m después de pasar la rotonda que nos llevaría hacia la urbanización Zulema, giramos hacia la derecha (sentido oeste) por una carretera secundaria asfaltada durante 3 km. Así, se llega a la meseta del cerro del Viso. Este se puede circunvalar por un camino de tierra de 4,5 km. El regreso se puede hacer por el mismo itinerario o bajando a Alcalá por la carretera del Zulema.
- Ruta en bicicleta por la cuesta del Zulema:

Recorrido de ida y vuelta de 16,5 km en total, de gran dificultad y peligroso, por la Alcarria de Alcalá.
Partiendo desde el puente del Zulema en la M-300, nada más pasarlo girar hacia la derecha (el oeste) para subir por la carretera del Zulema recorriendo 1,9 km con gran pendiente y numerosas curvas cerradas (es peligroso). Continuar 1 km por la calle Mallorca, que separa las urbanizaciones Zulema y Peñas Alba, en dirección hacia Loeches hasta llegar a una rotonda, y 200 m después de pasarla giramos hacia la derecha (sentido oeste) por una carretera secundaria asfaltada durante 3 km. Así, se llega a la meseta del cerro del Viso. Este se puede circunvalar por un camino de tierra de 4,5 km. El regreso se puede hacer por el mismo itinerario o bajando a Alcalá por la carretera M-300 a través del Monte Gururú.
- Ruta caminando o corriendo:

Recorrido de ida y vuelta de 8 km en total, de mediana dificultad, por la Alcarria de Alcalá.
Partiendo del Centro de Salud Zulema (en la Urbanización Zulema de Villalbilla) se recorren los 150 m de la avenida de Soria, para seguir en sentido oeste por un camino de tierra, denominado San Juan del Viso, que bordea la urbanización y después las cárcavas hasta llegar a las estribaciones del cerro del Viso, durante 1,5 km prácticamente llanos. Lo más complicado es ascender entre arbolado los 200 m de las faldas del cerro, para alcanzar su meseta. Esta se puede circunvalar por un camino de tierra de 4,5 km. El regreso se puede hacer por el mismo itinerario.

#### Rutas por laCampiña del Henares
La Comunidad de Madrid ha sido tradicionalmente una zona de paso del ganado trashumante por rutas ganaderas, que suman 4.200 km y 13.000 ha de vías pecuarias en 5 grandes cañadas reales y otras vías menores. Por eso, la Comunidad de Madrid ha trazado unas rutas circulares, para recorrerlas caminando, en bicicleta o a caballo, sobre antiguas vías pecuarias, entre otras, en la Campiña del Henares:
- Ruta del cerro del Moro

Recorrido circular de 11 km de longitud, que se inicia y finaliza en Daganzo de Arriba, pasando por el cerro del Moro. Itinerario: plaza del Ayuntamiento, cuesta del Cuarto, El Portillo, cañada Real La Galiana, cerro del Moro, colada del río Torote y vereda de Alalpardo.
- Ruta del río Torote

Se inicia en la plaza del Ayuntamiento de Daganzo de Arriba y sigue por El Portillo, Cañada Real Galiana, vereda de Camarma, río Torote, camino del cordel, camino de Talamanca, cerro Valdehornos, vereda de Camarma, cañada Real Galiana, para regresar a Daganzo de Arriba; con un recorrido total de 14 km.
- Ruta de los descansaderos

Transcurre por dos descansaderos, donde los pastores y su ganado trashumante solían detenerse a reposar o dormir, con un trayecto de 8 kilómetros. Se inicia y finaliza en el Albergue de Camarma de Esteruelas, sigue por el Parque del Lavadero, vereda de Alcalá, colada de Meco, camino del Listón, cañada Real Galiana, camino del Molino, arroyo Camarmilla, hasta alcanzar de nuevo el Albergue.
- Ruta de la Galiana

Discurre, casi en su totalidad, por la Cañada Real Galiana o Riojana, en su ramal 2, a su paso por el municipio de Meco. Con un recorrido de 10,5 km, que se inicia en la ermita del Santo Cristo del Socorro de Meco, sigue por la carretera de Villanueva de la Torre, cementerio, cañada Real Galiana, descansadero del Club Fénix, camino de Villanueva, cañada Real Galiana ramal 2, barranco de los Esparragales, carretera M-116 (Camarma-Meco)-descansaderos, colada de Meco, camino del Aristón, ermita Virgen de la Cabeza, calle Santa María de la Cabeza, calle Mayor, para finalizar en la ermita del Santo Cristo del Socorro.

#### Rutas por laAlcarria de Alcalá
La Comunidad de Madrid ha diseñado una serie de itinerarios cicloturistas por la Alcarria de Alcalá, consistente en ocho rutas para recorrer en bicicleta, aunque las siete primeras también se pueden realizar a pie.

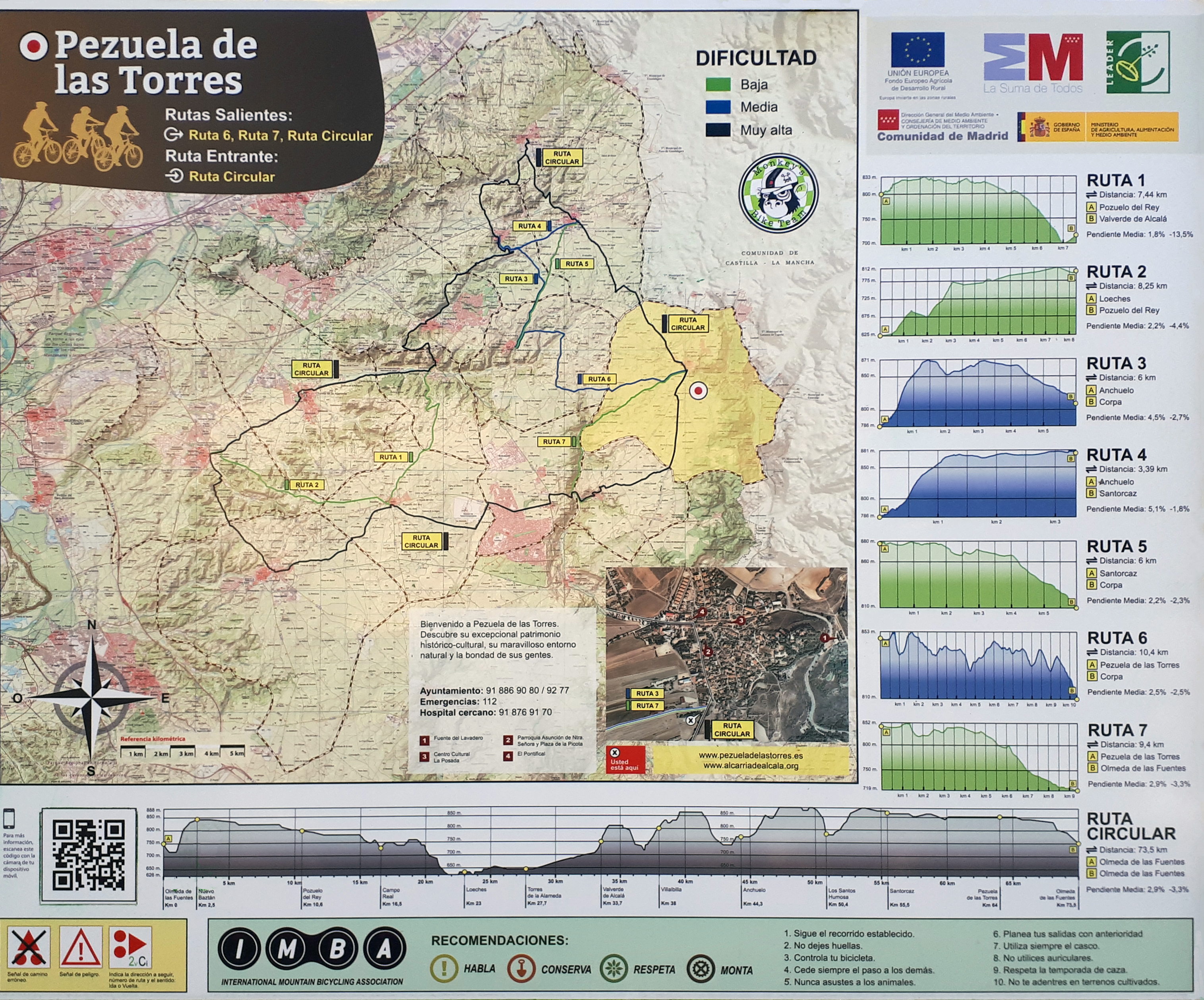
Itinerarios cicloturistas por la Alcarria de Alcalá.

1. Pozuelo del Rey a Valverde de Alcalá
7,44 km de distancia. Pendiente media: 1,8% a -13,5%. Dificultad baja.
2. Loeches a Pozuelo del Rey
8,25 km de distancia. Pendiente media: 2,2% a -4,4%. Dificultad baja.
3. Anchuelo a Corpa
6 km de distancia. Pendiente media: 4,5% a -2,7%. Dificultad media.
4. Anchuelo a Santorcaz
3,39 km de distancia. Pendiente media: 5,1% a -1,8%. Dificultad media.
5. Santorcaz a Corpa
6 km de distancia. Pendiente media: 2,2% a -2,3%. Dificultad baja.
6. Pezuela de las Torres a Corpa
10,4 km de distancia. Pendiente media: 2,5% a -2,5%. Dificultad media.
7. Pezuela de las Torres a Olmeda de las Fuentes
9,4 km de distancia. Pendiente media: 2,9% a -3,3%. Dificultad baja.
Circular. Olmeda de las Fuentes a Olmeda de las Fuentes
73,5 km de distancia. Pendiente media: 2,9% a -3,3%. Dificultad alta.

## Visitas culturales
Dentro de los itinerarios propuestos, o como visita independiente, hay una gran variedad de edificios e instituciones culturales que se pueden disfrutar en Alcalá de Henares.

### Museos
- Complutum

- Casa de Hippolytus

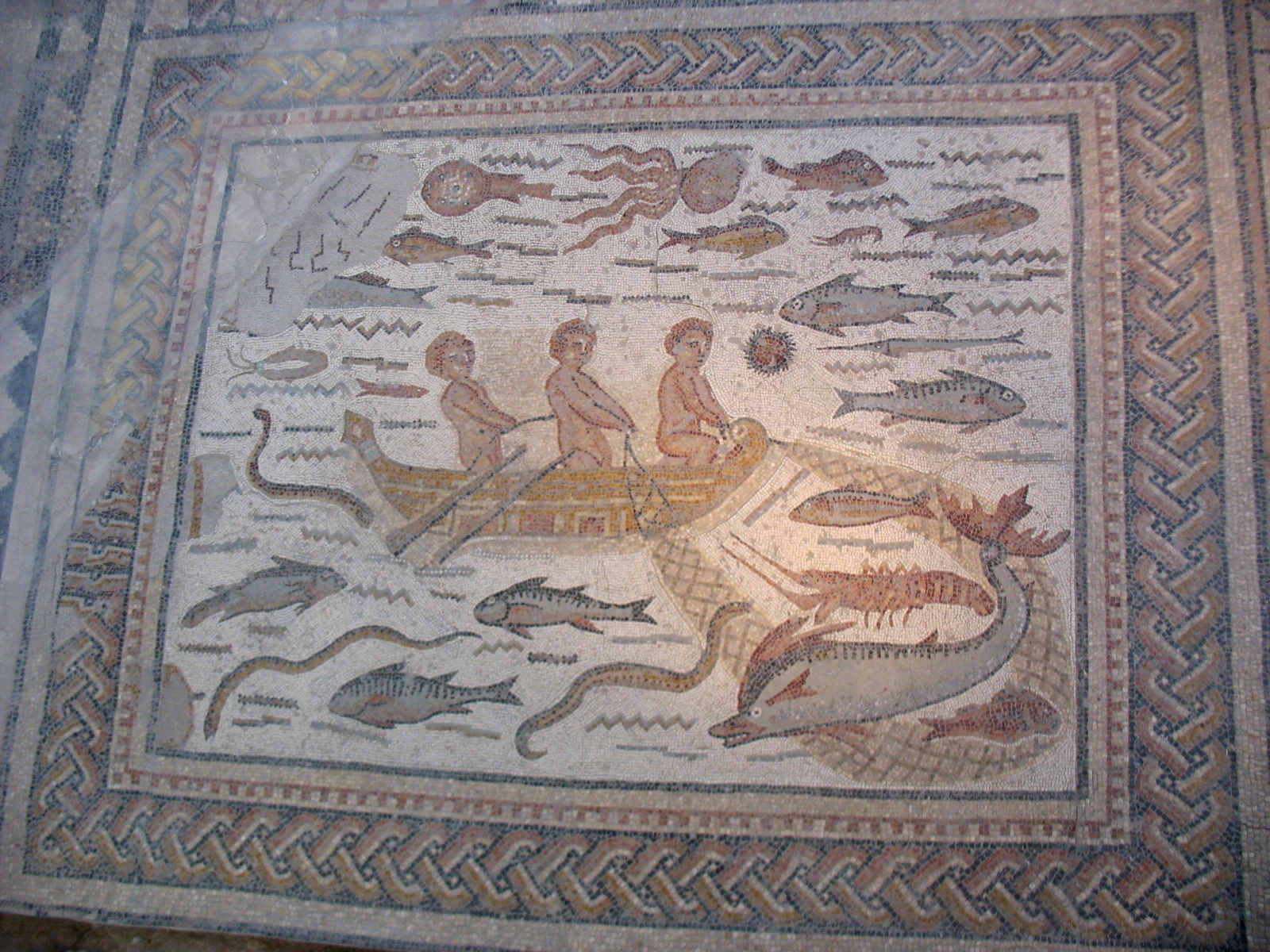
Mosaico en la Casa de Hippolytus.

- Museo de la Casa Natal de Miguel de Cervantes

- Centro de Interpretación Alcalá Medieval[122][123]

- Antiquarium y Paseo Arqueológico del Palacio

- Museo Ampelográfico de El Encín

- Museo Arqueológico y Paleontológico de la Comunidad de Madrid

- Museo Cisneriano en el Palacio Laredo

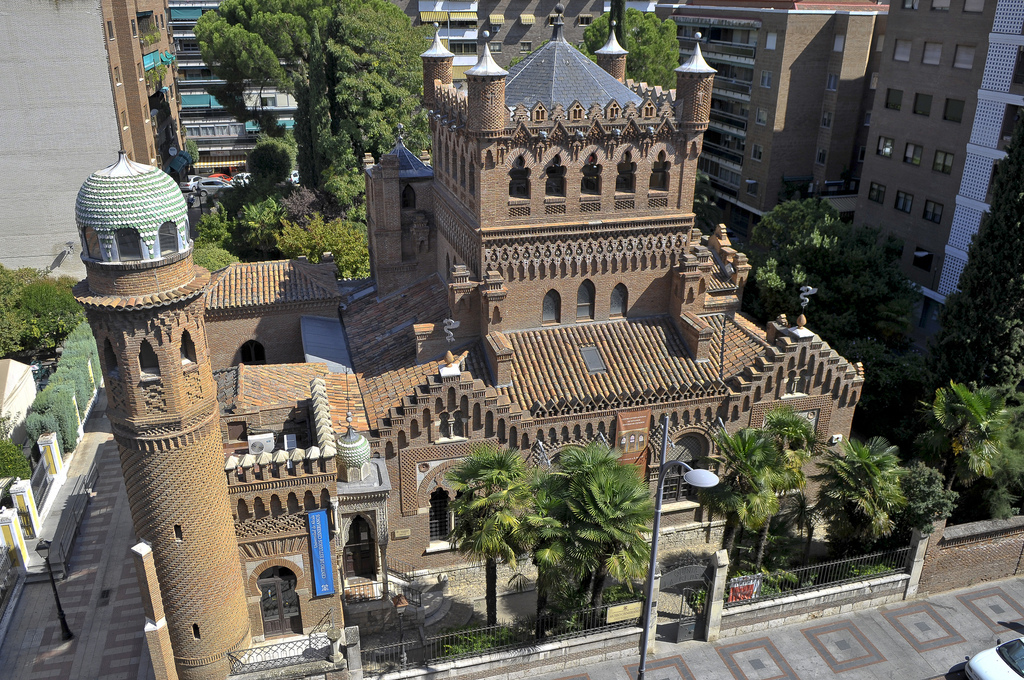
Palacio Laredo sede del Museo Cisneriano.

- Museo Cisneriano en el Convento de San Juan de la Penitencia

- Museo de Esculturas al Aire Libre de Alcalá de Henares

- Museo de Arte Iberoamericano de la UAH en el CRAI de Alcalá

- Museo de las Artes Gráficas Ángel Gallego Esteban – Universidad de Alcalá, en la Facultad de Derecho

- Sala Museográfica de la Brigada Paracaidista[124][125]

### Salas de exposiciones
- Capilla del Oidor

- Capilla de San Ildefonso

- Casa de la entrevista

- Fábrica del Humor. Instituto Quevedo del Humor

- Hospital de Santa María la Rica

- Luis González Robles de la Universidad de Alcalá. Está situada en la antigua biblioteca del Colegio Mayor de San Ildefonso, en la primera planta del actual Rectorado.[126][127]

- Manolo Revilla de la Mutual Complutense

### Miradores panorámicos
- Torre de la antigua Iglesia de Santa María

- Campanario de la Catedral-Magistral